# Порт Гонконга
Порт Гонконга — один из крупнейших грузовых портов мира, входит в десятку крупнейших портов Азии и  десятку крупнейших контейнерных портов мира. Расположен в акватории Южно-Китайского моря. Гонконгский порт специализируется на обработке ISO-контейнеров, а также сырья (сырой нефти) и стройматериалов, имеется несколько пассажирских терминалов. В среднем порт посещает 350 контейнеровозов в неделю, они соединяют Гонконг регулярными маршрутами с 510 портами мира.
Порт Гонконга тесно связан с портами соседнего Шэньчжэня (Яньтянь, Шэкоу, Чивань и Мавань), фактически образуя единый логистический комплекс.
По состоянию на 2019 год порт Гонконга обработал 18,36 млн TEU, заняв восьмое место среди крупнейших контейнерных портов мира.

## История
Исторически порт Гонконга развивался в глубоководной и хорошо защищённой бухте Виктория (Вэйдолияган), расположенной в стратегически важном месте Южного Китая — в районе дельты Жемчужной реки. Если в колониальный период (до начала 1970-х годов) основные портовые сооружения находились на северном побережье острова Гонконг, то сейчас они расположены в округе Кхуайчхин на Новых Территориях.

### Колониальный период

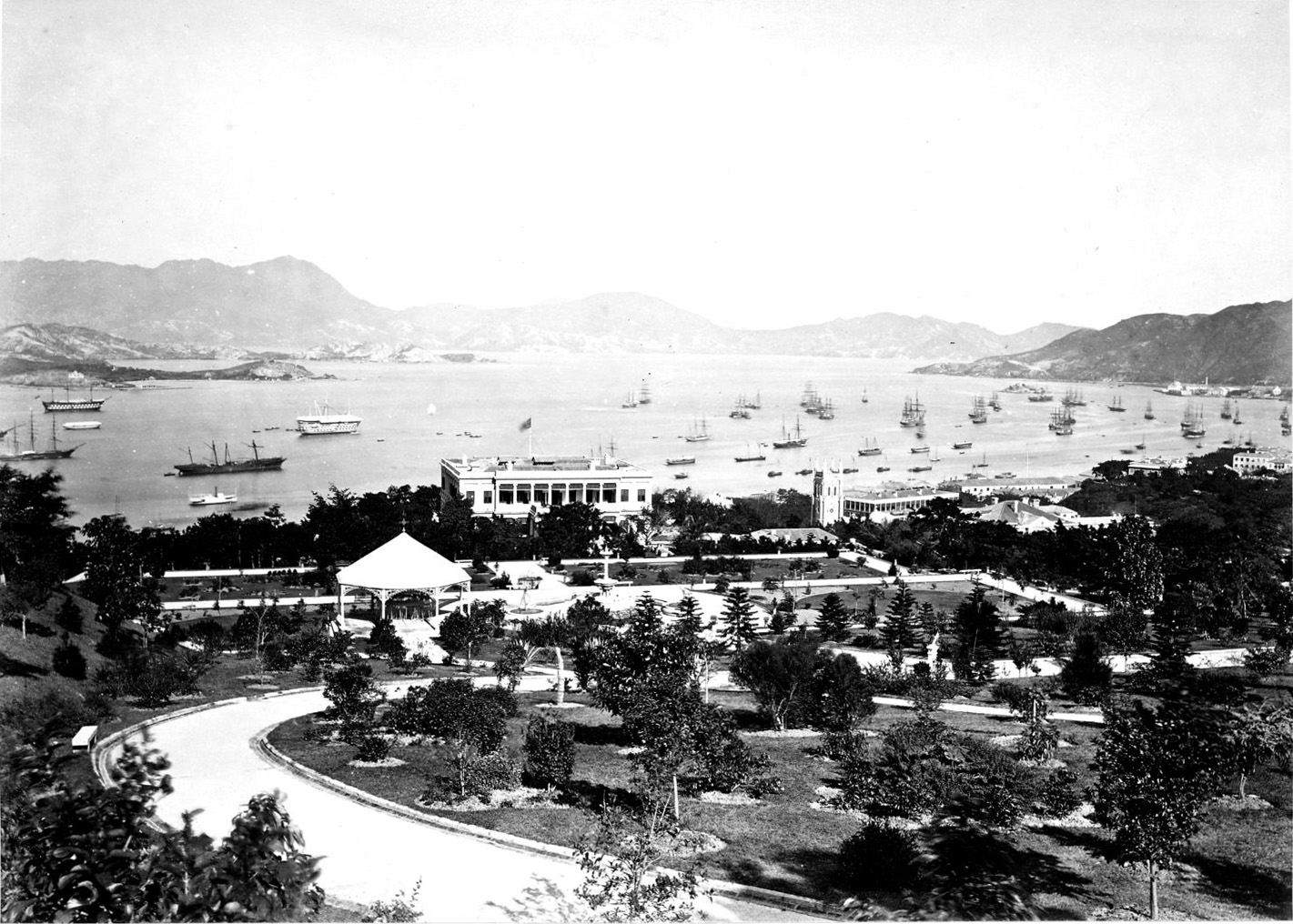
Порт Гонконга во второй половине XIX века

До начала британского присутствия Гонконг являлся небольшой рыбацкой деревушкой, часто служившей пристанищем пиратов. С 1821 года британские торговцы стали использовать остров Гонконг для стоянки своих судов и складирования опиума, привозимого из Британской Индии. В июне 1841 года британский администратор Чарльз Эллиот объявил Гонконг свободным портом, где торговля не облагается налогами, что привлекло на остров многих европейских коммерсантов из Гуанчжоу и Макао. Первыми построили свои склады крупные британские торговые дома Lindsay & Co, Jardine, Matheson & Co и Dent & Co.
По окончании Первой опиумной войны Гонконг в августе 1842 года отошёл под контроль Великобритании, после чего англичане начали полномасштабное обустройство порта и военно-морской базы. Кроме того, британцы добились открытия для «свободной торговли» пяти китайских портов (Гуанчжоу, Сямыня, Фучжоу, Нинбо и Шанхая), с которыми у Гонконга установилось регулярное морское сообщение. Особенно оживлённой была торговля между Гонконгом и Гуанчжоу, куда из колонии направлялись караваны лорч с опиумом. В 1843 году в колонии вспыхнула забастовка китайских рабочих, выступавших против строительства торгового порта.
В середине XIX века через порт Гонконга в Китай кроме опиума поставляли хлопок, хлопчатобумажные ткани и металлические изделия, а обратно везли шёлк, чай, фарфор, сахар, индиго и ремесленные изделия. В 1845 году в Гонконгский порт зашло 672 судна общим тоннажом 227 тыс. тонн, в 1847 году — 694 судна (228 тыс. т), в 1850 году — 884 судна (299 тыс. т). В 1847 году из портов по реке Чжуцзян в Гонконг прибыло 283 судна общим тоннажом 83 тыс. тонн, из портов китайского побережья — 139 (24 тыс. т), из Индии — 111 (66 тыс. т), из Южной Америки — 56 (16 тыс. т), из Великобритании — 53 (21 тыс. т), из Австралии — 33 (10 тыс. т) и из Северной Америки — 16 (8 тыс. т).

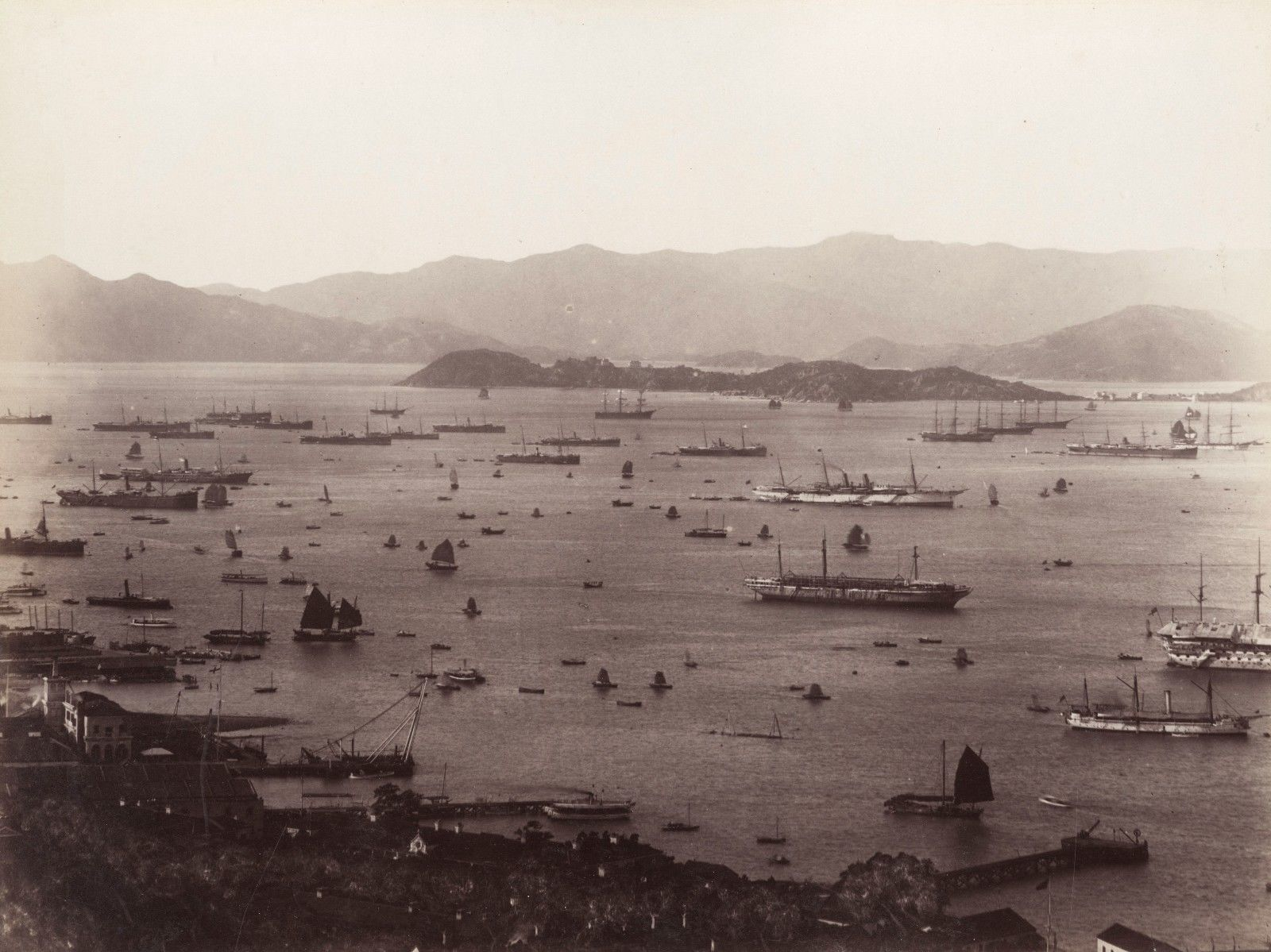
Рейд Гонконгского порта. Конец XIX века

Гонконг превратился в важный центр базирования пароходных компаний, которые обслуживали морские перевозки между колонией и портами Китая, а также почти обязательный транзитный пункт пассажирских и грузовых линий, соединявших Китай с Юго-Восточной и Южной Азией, Европой и Америкой. Компания Peninsular & Oriental наладила сообщение Гонконга с Лондоном, Гуанчжоу и Шанхаем, на линии Гонконг — Гуанчжоу конкуренцию ей составляла компания Hong Kong & Canton Steam. Постепенно собственными пароходными линиями обзавелись и ведущие дома Гонконга — Jardine, Matheson & Co, Dent & Co и Russell & Co.
В сентябре 1854 года в порт Гонконга вошёл небольшой флот тайпинов, а в январе 1855 года вслед за ним прибыли цинские джонки с двумя тысячами солдат на борту. Британским властям с трудом удалось предотвратить морское сражение, после чего они издали указ, запрещавший судам воюющих сторон заходить в гонконгские воды. Тем не менее в сентябре 1856 года в Гонконг прибыла тайпинская флотилия, объединившая свои усилия с кораблями местных пиратов, но британцы отказали им в военной помощи.
С началом Второй опиумной войны порт Гонконга оказался в блокаде, но вскоре англо-французские войска захватили Гуанчжоу, а после заключения мира Великобритания получила во владение полуостров Коулун. Однако после войны роль Гонконга и его порта начали падать, многие британские фирмы стали перемещаться в Шанхай. Кроме того, 1867—1886 году китайские власти установили в прибрежных районах Гуандуна новую блокаду Гонконга, желая таким образом обложить пошлиной торговлю опиумом и открыть таможенные посты непосредственно в британской колонии. Китайские катера задерживали джонки с товарами и изымали контрабандный опиум, что негативно сказалось на грузообороте Гонконгского порта. В 1860-х годах для наведения порядка в районе причалов и складов была создана специальная портовая полиция.
Если европейские торговые дома, базировавшиеся в Гонконге, вплоть до 1870-х годов в основном специализировались на торговле опиумом, то китайский компрадорский капитал был сосредоточен в сфере торговли тканями, транспортных и финансовых услуг. Компрадор компании Peninsular & Oriental Го Ясян в 1854 году приобрёл у неё судостроительные и судоремонтные верфи в Гонконге, создал собственное пароходство, а к 1876 году превратился в крупнейшего налогоплательщика среди китайцев колонии.
Отсутствие судоремонтной базы отрицательно сказывалось на развитии порта Гонконга. В 1863 году в результате объединения «доков Купера», располагавшихся в Хуанпу (Гуанчжоу), и «доков Лапрейка», построенных в 1857 году в Абердине, была образована крупная компания Hong Kong and Whampoa Dock, которую возглавил шотландский предприниматель Томас Сазерленд — представитель пароходства Peninsular & Oriental в Гонконге и будущий основатель могущественного Hongkong and Shanghai Bank. В начале 1870-х годов первенство в торговле опиумом перешло от Jardine, Matheson & Co к компании David Sassoon & Co, основанной в Бомбее семьёй багдадских евреев Сассун.

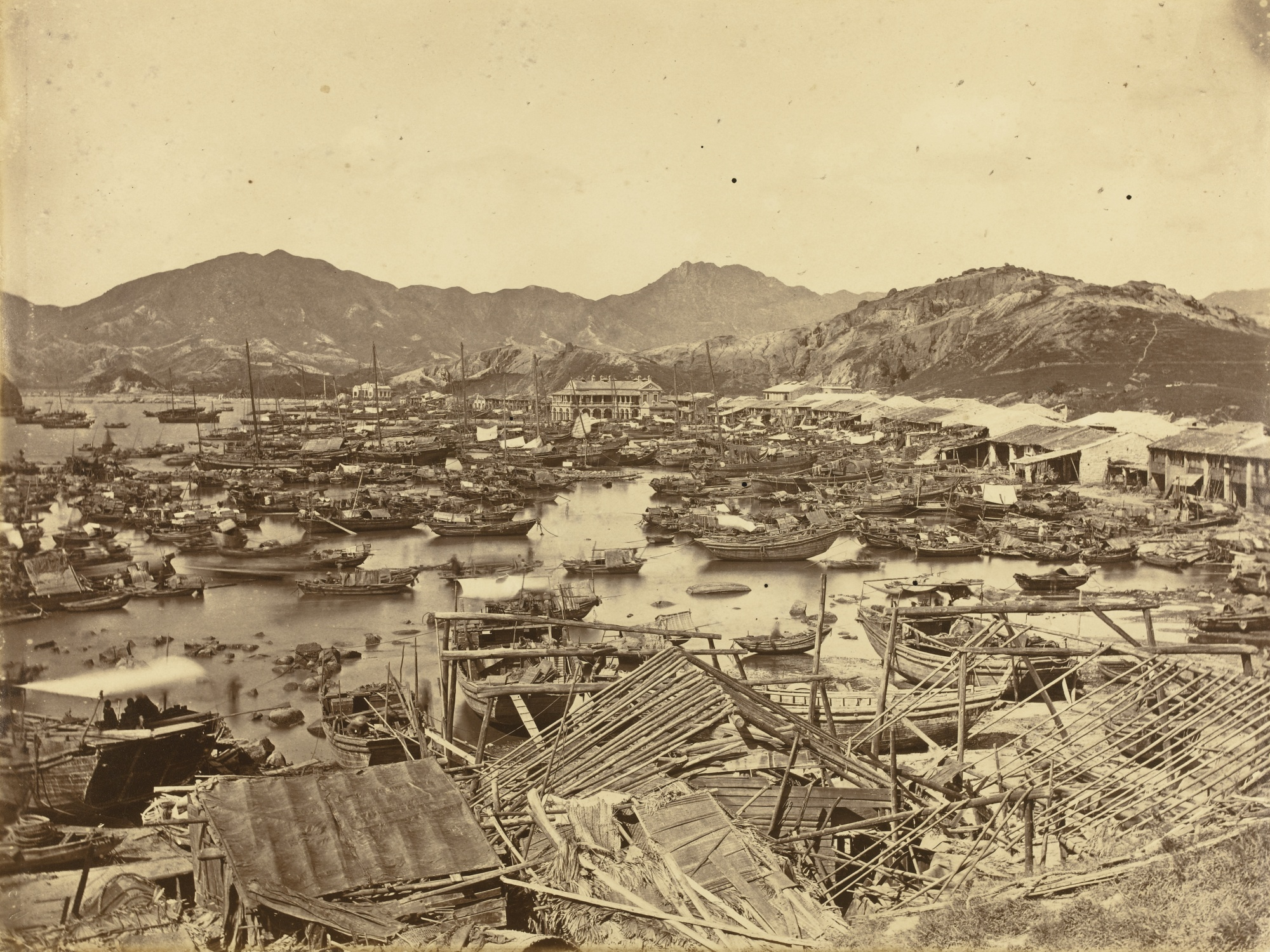
Гонконг после тайфуна 1874 года

В сентябре 1874 года в результате мощного тайфуна в Гонконгском порту пострадало 35 крупных судов, погибло около 2 тыс. человек, а общий убыток составил 5 млн долларов. Во время Франко-китайской войны портовые грузчики отказались обслуживать французские суда, заходившие в Гонконг. После их ареста члены тайных обществ в октябре 1884 года организовали всеобщую забастовку китайских рабочих Гонконга. В 1886 году между Китаем и Гонконгом было заключено соглашение, по которому весь опиум, следовавший через Гонконгский порт, регистрировался при ввозе и вывозе, передвижение джонок ночью было запрещено, а в колонии открылся отдел морской таможни Китая, который продавал лицензии на ввоз опиума.
Доля Гонконга во внешней торговле Китая увеличилась с 17,5 % в 1868 году до 34,8 % в 1886 году (за этот же промежуток времени удельный вес Гонконга в китайском импорте увеличился с 22 % до 39,8 %, а в экспорте — с 12,9 % до 29,2 %). Почти вся торговля осуществлялась через регулярные пароходные линии и большой флот джонок, которые играли ключевую роль в каботажных перевозках.
После открытия Суэцкого канала в 1869 году морские перевозки из Европы резко подешевели. В 1870—1880-х годах через Гонконг в Китай поставляли уголь, нефть, керосин, рис, красители, олово, жесть, сталь и спички, обратно везли кожи, шерсть, овощи, растительные масла, бобовые, пеньку и циновки. С развитием в Гонконге банковского, страхового, складского и судоремонтного дела колония постепенно превращалась в важный распределительный узел международной торговли у южной границы Китая, сюда начали поступать большие партии товаров из Сингапура, США и Японии. После отмены блокады доля Гонконга во внешнеторговом обороте Китая возросла в 1887 году до 47,3 %, в импорте — до 56,4 %, в экспорте — до 36,5 %. Однако грузооборот прибрежной торговли на джонках вырос незначительно — с 3,37 млн т в 1884 году до 3,44 млн т в 1887 году.

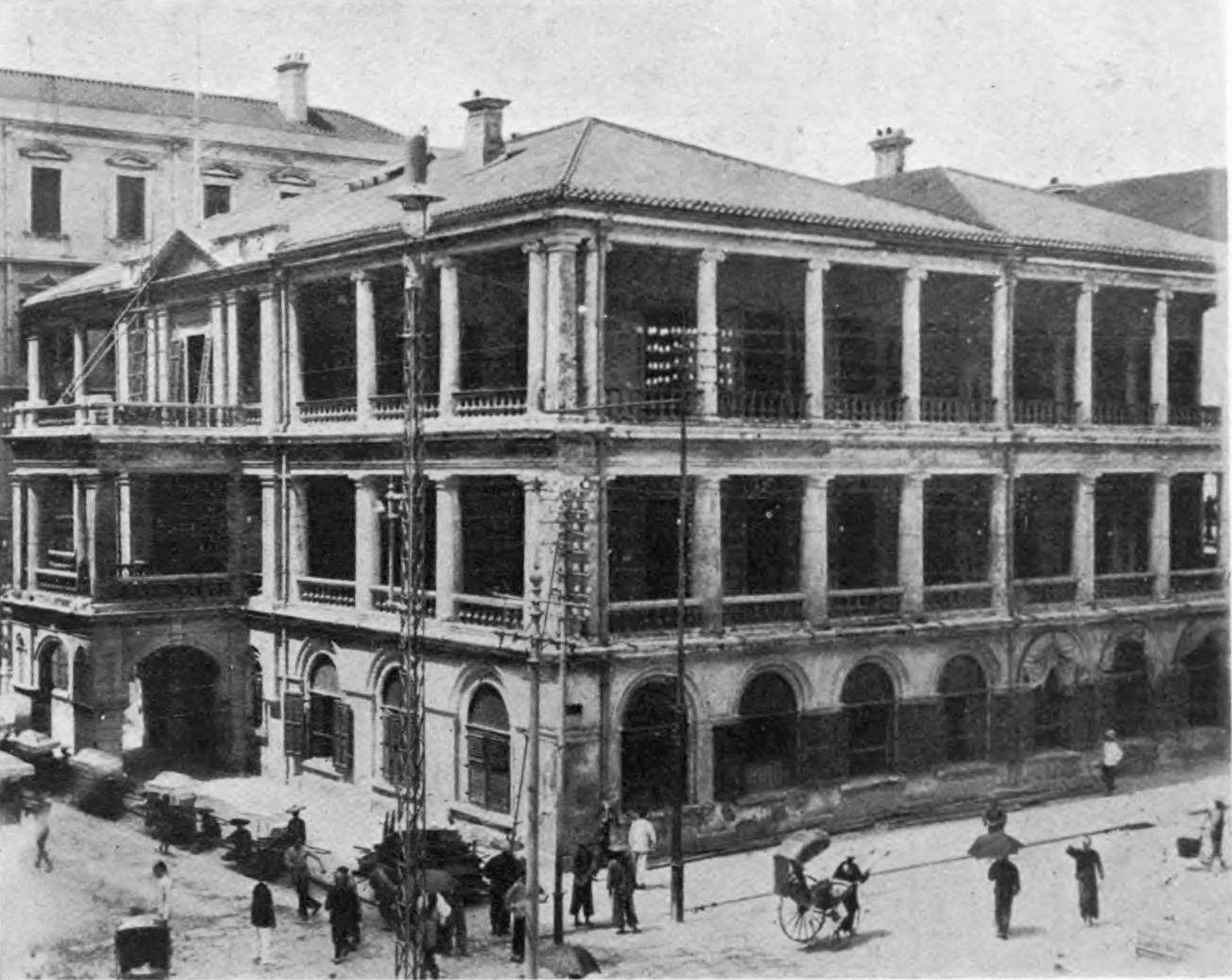
Офис Jardine, Matheson & Co в Гонконге

Судоходство и портовое хозяйство становились всё более привлекательными сферами капиталовложений со стороны британских и китайских торговых домов. В 1885 году более 37 % инвестиций Jardine, Matheson & Co приходилось на пароходные компании, около 29 % было вложено в судостроительные и судоремонтные предприятия, портовые причалы и склады. В конце XIX века самой влиятельной финансовой группой Гонконга стала The Hongkong and Shanghai Banking Corporation, которая являлась крупнейшим держателем акций пароходств Douglas Steamship Co и Hong Kong, Canton & Macao Steamship, а также пароходств, принадлежавших торговым домам Butterfield & Swire (China Navigation Company) и Jardine, Matheson & Co (Indo-China Steam Navigation Company). Конкуренцию этому пулу составляло пароходство Shanghai Steam Navigation, принадлежавшее Russell & Co.
К концу XIX века на предприятиях компании Hong Kong and Whampoa Dock, которая к этому времени поглотила ещё несколько верфей и доков, работало около 4,5 тыс. человек. Hong Kong and Whampoa Dock была не только ведущей компанией судоремонта в Гонконге, на её предприятиях проводили ремонт крупные суда со всего Китая. Одновременно с судостроительной промышленностью в Гонконге развивалось складское и портовое дело. В 1886 году Jardine, Matheson & Co поглотила созданную двумя годами ранее компанию Hong Kong and Kowloon Wharf and Godown, которая строила в Коулуне причалы и склады на 750 тыс. тонн грузов.
Современное портовое хозяйство, быстрая обработка грузов и развитая судоремонтная промышленность превращали Гонконг в удобный транзитный узел всего Дальнего Востока. В 1888 году грузооборот Гонконгского порта составлял 12,7 млн тонн, в 1892 году — 13,5 млн тонн, в 1896 году — 16,1 млн тонн. Подавляющее большинство грузов перевозилось на британских и китайских судах, однако доля американских, канадских, французских, голландских и японских компаний постоянно возрастала. По состоянию на 1895 год грузооборот порта Гонконга превзошёл показатели Лондона на 775 тыс. тонн, Ливерпуля — на 1,03 млн тонн и Кардиффа — на 1,05 млн тонн.

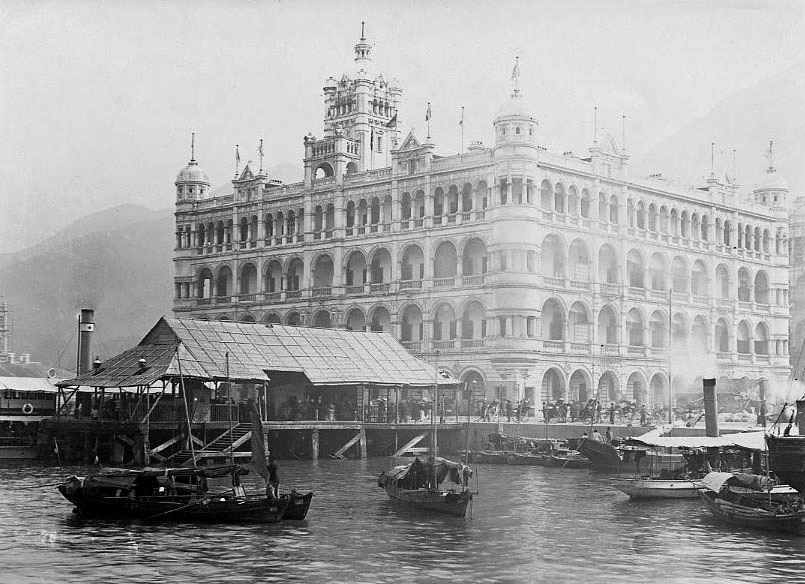
Паромный пирс Star Ferry. Начало XX века

В области морского страхования лидировали Jardine, Matheson & Co, Butterfield & Swire и Hongkong and Shanghai Banking Corporation, которые проводили операции не только в Гонконге, но и во всех крупных портах Китая. Активное развитие нового порта в Коулуне привело к необходимости установления регулярного сообщения между Гонконгом и полуостровом. В 1888 году парс Дорабджи Наороджи Митхайвала основал паромную компанию Kowloon Ferry, которая через десять лет была переименована в Star Ferry (после того, как линия превратилась в прибыльное предприятие, его акционером стала Jardine, Matheson & Co).
В первом десятилетии XX века Гонконг сохранил за собой роль посредника во внешней торговле Китая, хотя его доля во внешнеторговом обороте в 1910 году сократилась до 33,2 % (с 1901 по 1910 года оборот вырос на 46 %). Через Гонконг следовало 40 % экспорта китайского шёлка и 6 % чая, значительную долю в товарообороте занимали оловянная руда из провинции Юньнань, а также поставки в Южный Китай пшеничной муки, риса, угля, керосина, тканей, стали, машин, станков и химикатов.
В этот период в Гонконге наблюдался приток китайского капитала, особенно активного в сфере судоходства. На средства китайских коммерсантов в колонии было создано несколько средних и мелких пароходств, в том числе «Шаньтоу—Чаочжоуская пароходная компания», «Таошань», «Юаньань», «Тунань», «Фуань», «Цюаньань», «Линшэн», «Чэнсин», «Шэньэ», «Сыи» и «Тайшэн» (многие из них были учреждены с участием иностранцев). К 1913 году в Гонконге было образовано 15 китайских пароходств с общим капиталом в 2,54 млн долларов. Они располагали 29 судами водоизмещением почти 14,3 тыс. тонн (от крупных, свыше 1 тыс. тонн, до мелких, чуть более 100 тонн). В основном эти пароходства обслуживали линии между Гонконгом и Гуанчжоу, Макао, Сямынем, Учжоу и Наньнином, иногда совершали рейсы в Сайгон и Сингапур.
Первая мировая война негативно сказалась на деятельности Гонконгского порта. Транспортные связи колонии с Европой ослабли, что вызвало застой в международной торговле. Временными трудностями британских компаний воспользовались их конкуренты из Японии и США, которые укрепили свои позиции на быстро растущем рынке Китая. События, последовавшие после Синьхайской революции (особенно дестабилизация в Гуандуне и войны между милитаристами), также тормозили товарооборот между Китаем и Гонконгом.
В первой трети XX века порт Гонконга продолжал играть важнейшую роль в экономике колонии. Его обслуживало множество банков, страховых компаний, торговых домов, посреднических контор и ремонтных мастерских. Рост числа причалов и складов усиливал потребность в рабочей силе, которая пополнялась преимущественно за счёт переселенцев из прилегающих областей Гуандуна и Фуцзяни (с 1910 по 1930 год население Гонконга выросло с 434 тыс. до почти 840 тыс. жителей). Если в 1910 году грузооборот Гонконгского порта составлял 20,9 млн тонн (более 17,5 тысячи судов), а в 1920 году — 21,5 млн тонн (21,5 тысячи судов), то в 1930 году он вырос до 37,9 млн тонн (почти 28,4 тысячи судов).

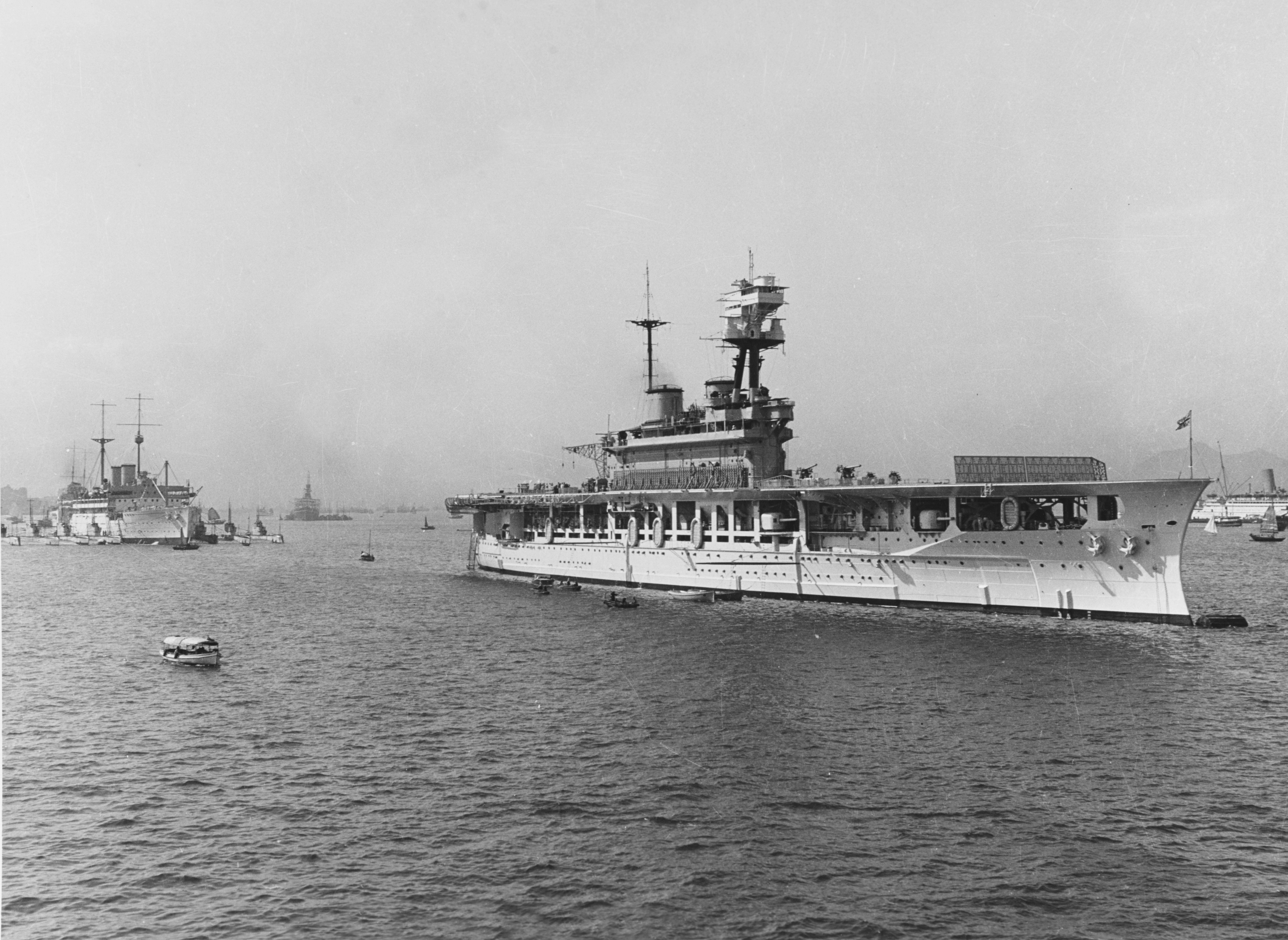
Авианосец HMS Eagle и плавучая база подводных лодок HMS Medway в порту Гонконга. 1930-е годы

В 1908 году компания Butterfield & Swire основала доки «Тайгу» (Taikoo Dockyard and Engineering), вскоре ставшие крупнейшими в Гонконге. Располагавшиеся на месте современного района Тхайкусин, доки были оснащены самой современной техникой, в том числе подъёмным краном мощностью 100 тонн. Кроме того, Butterfield & Swire учредила при доках техническую школу, в которой готовились квалифицированные кадры для судостроительной и судоремонтной отрасли.
В сфере строительства причалов, волноломов и складов продолжала лидировать компания Hong Kong and Kowloon Wharf and Godown. В 1915 году было завершено строительство укрытия от штормов и тайфунов для небольших судов. Несмотря на значительные объёмы строительных работ, к 1924 году на рейде Гонконга ежедневно находилось более 70 судов, а их потребности в портовом обслуживании удовлетворялись лишь наполовину. Гонконг оставался ключевым транспортным пунктом между Китаем и внешним миром, именно в его порту заканчивались маршруты, связывавшие китайское побережье с Европой, Америкой и Австралией (здесь доминировали британские компании P&O, Blue Funnel Line, Glen Line и Bank Line, а также Canadian Pacific Steamship).
Наряду с океанскими перевозками большую роль продолжал играть каботажный флот (в 1919 году общий объём каботажных перевозок на 46 % превышал объём океанских). Однако к началу 1930-х годов, в связи с сокращением торговли с Китаем, объём каботажных перевозок значительно уменьшился. Другим фактором, который повлиял на сокращение каботажных перевозок, особенно пассажирских, явилось открытие в 1911 году движения на Коулун-Кантонской железной дороге, которая связала район Чимсачёй с Гуанчжоу.
В конце 1920-х годов, в результате протекционизма гоминьдановского правительства, произошло сокращение объёмов гонконгского экспорта и реэкспорта в Китай (в том числе поставок через порт Гонконга риса из Сиама и Вьетнама, угля с Борнео, а также гонконгского сахара). Доля Гонконга во внешней торговле Китая в 1920 году сократилась до 22,6 %, а в 1930 году — до 17 % (доля Коулунского порта во внешнеторговом обороте Китая к 1930 году сократилась до 2,2 %). Одновременно с этим шло острое противоборство между портами Гонконга и Гуанчжоу, гонконгские коммерсанты всеми силами препятствовали тому, чтобы суда следовали непосредственно в Гуанчжоу, минуя Гонконгский порт.
Довольно часто Гонконгский порт и смежные отрасли страдали от забастовок и бойкотов. Весной 1916 года бастовали лоцманы, требовавшие повышения зарплаты и регистрации своего профсоюза. В мае 1920 года прекратили работу механики и монтёры гонконгских доков. В январе 1922 года началась забастовка китайских матросов, недовольных безработицей, зарплатой и кабальными условиями найма на суда. Вначале прекратили работу 1,5 тысячи матросов на 90 судах, а через неделю бастовали уже 6,5 тыс. человек на 123 судах всех морских и речных пароходств Гонконга (поддержали забастовку даже матросы судов, покинувших колонию). В разгар забастовки не работали около 20 тысяч моряков, половина из которых к концу января перебралась из Гонконга в Гуанчжоу, где располагался штаб бастующих. Параллельно прилегающие районы Гуандуна прекратили поставки продовольствия в Гонконг, а в китайских портах союзники моряков задерживали отправку грузов в колонию.
Судовладельцы пытались завести в Гонконг штрейкбрехеров, однако моряки Шанхая поддержали своих гонконгских коллег, а матросы из Индии и Филиппин не имели достаточной квалификации. Вскоре к морякам присоединились лодочники, часть грузчиков и механиков, а число бастующих достигло 30 тыс. человек. К 10 февраля в порту Гонконга скопилось 168 судов с 260 тыс. тонн грузов, полностью прекратилось сообщение по пяти океанским и девяти прибрежным линиям. 28 февраля 1922 года в Гонконге началась всеобщая забастовка, в которой приняли участие более 100 тыс. человек, после чего власти и судовладельцы были вынуждены пойти на уступки профсоюзу моряков.

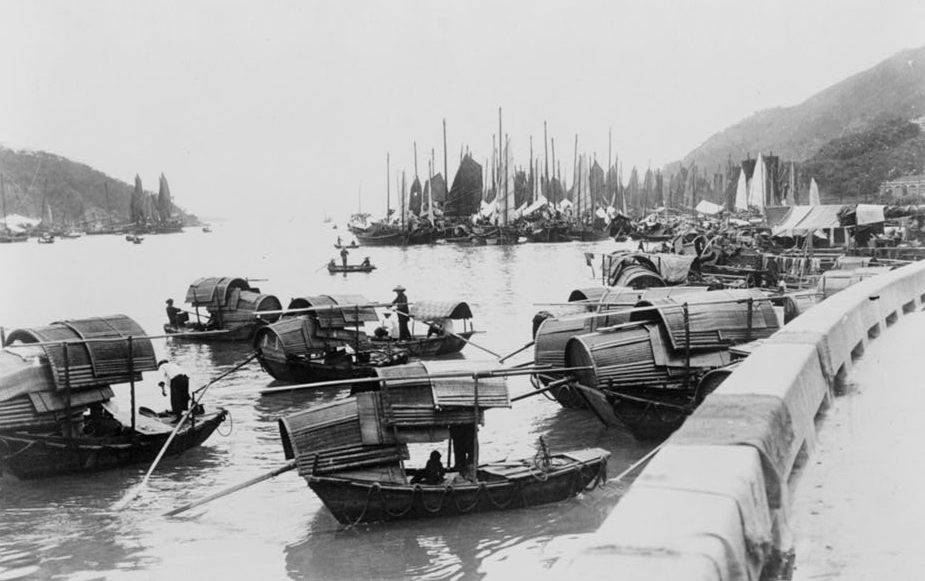
Стоянка сампанов и джонок у одного из причалов Гонконга

Весной 1922 года бастовали портовые грузчики, мотористы баркасов и лодок, торговые приказчики на судах. В июне 1925 года началась Гонконг-Кантонская забастовка, в которой принимали участие в том числе и моряки, механики, докеры, портовые рабочие колонии. В порту встали десятки пароходов, прекратилось сообщение между Гонконгом и Коулуном, а также морское сообщение колонии и Гуанчжоу. Число судов, заходивших в порт Гонконга, по сравнению с предыдущим годом сократилось в 6,5 раза.
После начала Северного похода британцы блокировали Гуанчжоу с моря. В октябре 1926 года стачком объявил о прекращении забастовки, которая продолжалась 16 месяцев. В мае 1927 года власти запретили деятельность Союза матросов (вместо него в 1928 году был создан новый профсоюз, но уже без влияния коммунистов), в июне 1927 года началась забастовка моряков пароходства, которое обслуживало сообщение между Гонконгом, Гуанчжоу и Макао. По состоянию на 1927 год основной товарооборот Гонконгского порта приходился на Китай, Французский Индокитай, Японию, Голландскую Ост-Индию, Великобританию, Сиам и США.
В 1930-х годах товарооборот Гонконга с Китаем постепенно сокращался, но после начала японской агрессии роль Гонконга во внешнеэкономических связях Китая вновь возросла. После падения Шанхая и бегства гоминьдановского правительства в Чунцин порт Гонконга стал выполнять для неоккупированной части Китая роль «окна в мир». Если в 1937 году через Гонконгский порт прошло 3 % импорта и 12 % экспорта Китая, то уже в 1938 году — 45 % импорта и свыше 41 % экспорта. Кроме того, Гонконг являлся важным пунктом транзитной торговли для китайских территорий, оккупированных Японией (особенно после захвата японцами Гуанчжоу в октябре 1938 года).
По состоянию на 1938 год основными партнёрами Гонконга в сфере экспорта были Китай, владения Британской империи, США, Индокитай, Макао, Великобритания и Таиланд, в сфере импорта — Китай, Великобритания, США, владения Британской империи, Голландская Ост-Индия, Германия, Таиланд и Индокитай. Летом 1939 года японцы блокировали все порты Южного Китая, после чего торговля с Гонконгом резко сократилась. Грузооборот порта в 1939 году сократился на 20 % по сравнению с 1927 годом.
Во время японской оккупации Гонконга (1941—1945) объёмы торговли существенно сократились и Гонконгский порт служил преимущественно стоянкой военного флота (торговля велась только с территориями, подконтрольными японцам — Гуанчжоу, Хайнанем, Тайванем, Шанхаем, Нанкином, Северным Китаем, Маньчжоу-го, Таиландом, Филиппинами и Индонезией). В 1946 году внешняя торговля Гонконга восстановилась и даже превысила довоенный уровень. В немалой степени этому способствовало то обстоятельство, что во время войны Гонконгский порт практически не пострадал от бомбардировок и в 1946 году принял столько же грузов, сколько и во времена довоенного пика.

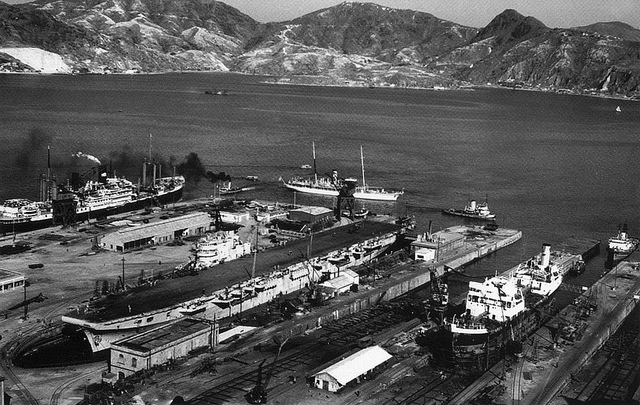
Доки Taikoo. Начало 1950-х годов

Возобновление в Китае гражданской войны негативно сказалось на торговле колонии, что заставило предпринимателей Гонконга переориентироваться на Таиланд, Сингапур и Малайский Союз, а также заняться реэкспортом американских и японских товаров. Как и до войны, порт Гонконга славился скоростью обслуживания грузов и дешевизной рабочей силы. После образования КНР доля Китая во внешней торговле Гонконга вновь выросла, особенно в первой половине 1950 года, однако после начала Корейской войны Гонконг под давлением США был вынужден ввести ограничения на поставки в Китай многих видов продукции.
После Второй мировой войны экономика Гонконга стала ориентироваться на производство экспортных товаров, и порт Гонконга также стал специализироваться на экспорте местной продукции (пряжа, ткани, готовая одежда, продукты питания). Экспортная ориентация ещё более усилилась после того, как в декабре 1950 года на Китай, Гонконг и Макао было наложено американское торговое эмбарго, а в мае 1951 года ООН приняла резолюцию о всеобщем эмбарго на торговлю с КНР, после чего порт Гонконга оказался в крайне тяжёлом положении. Предприниматели Гонконга всё больше внимания стали уделять рынкам Тайваня, Индонезии, Таиланда, Сингапура, Японии, Великобритании и стран Содружества, хотя, несмотря на санкции, сохранялся достаточно высокий уровень и в торговле с коммунистическим Китаем.
С ростом международной торговли увеличивался и объём перевозок в Гонконгском порту. Если в 1952 году грузооборот порта составил почти 4,4 млн тонн, то в 1967 году он превысил 9,5 млн тонн. Каботажные перевозки на джонках между колонией и прибрежными районами Китая выросли с 465 тыс. тонн в 1952 году до почти 1,5 млн тонн в 1967 году. В середине 1950-х годов ежемесячно на рейде Гонконга стояло около 300 судов. Развитие порта повлекло за собой наращивание мощностей в судостроительной и судоремонтной промышленности (в 1959 году только две крупнейшие верфи Гонконга спустили на воду 458 судов общим водоизмещением 1,7 млн тонн).
В 1960-х годах в структуре гонконгского экспорта доминировали ткани, одежда (в том числе рубашки и трикотаж), электроника (в том числе радиоприёмники), станки и другое промышленное оборудование, изделия из пластмасс (в том числе игрушки и искусственные цветы), парики. В порту была налажена разборка списанных судов на металлолом.

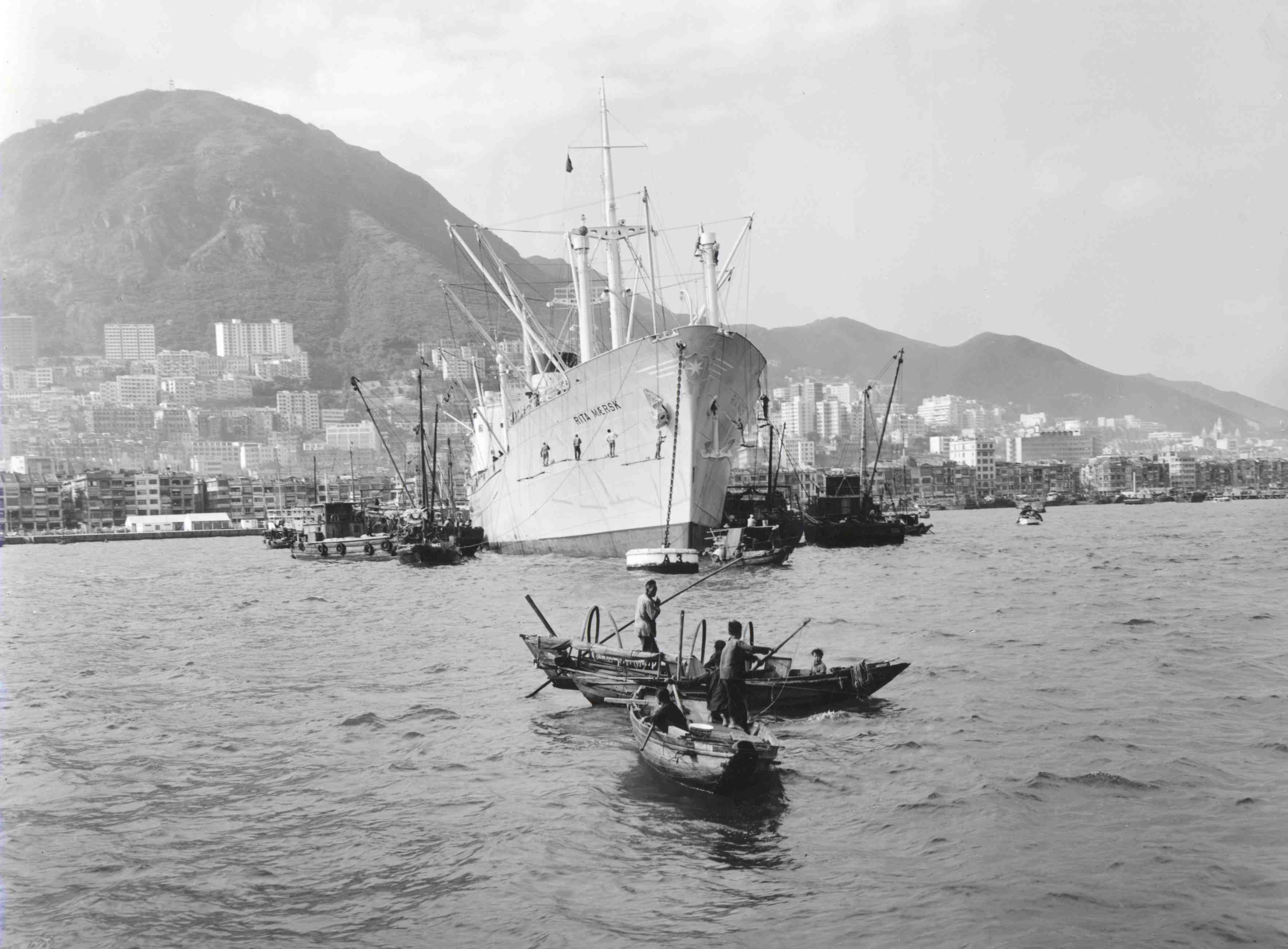
Судно Rita Mærsk в бухте Гонконга. Начало 1960-х годов

В 1966 году в колонии произошли массовые выступления молодёжи против подорожания билетов на паром между Гонконгом и Коулуном. Весной 1967 года, на фоне китайской культурной революции, в Гонконге вспыхнули масштабные волнения, парализовавшие работу некоторых участков порта (в мае, после первых столкновений левых сил с полицией, забастовали работники паромов и доков в Коулуне, а также судоремонтных предприятий, в июне остановилась работа всего водного транспорта колонии).
В начале 1970-х годов порт Гонконга начал развивать контейнерный сектор, что потребовало существенного расширения портовых площадей и значительных дноуглубительных работ в районе Кхуайчхун (во время насыпных работ в 1970—1990-х годах три небольших островка были слиты с полуостровом Коулун). Вокруг нового контейнерного терминала сформировалась современная индустрия логистики, включавшая портовые складские помещения, упаковку и доставку товаров. Однако нефтяной кризис 1973 года привёл к биржевому краху и сокращению судоходства, что негативно повлияло на работу порта Гонконга.

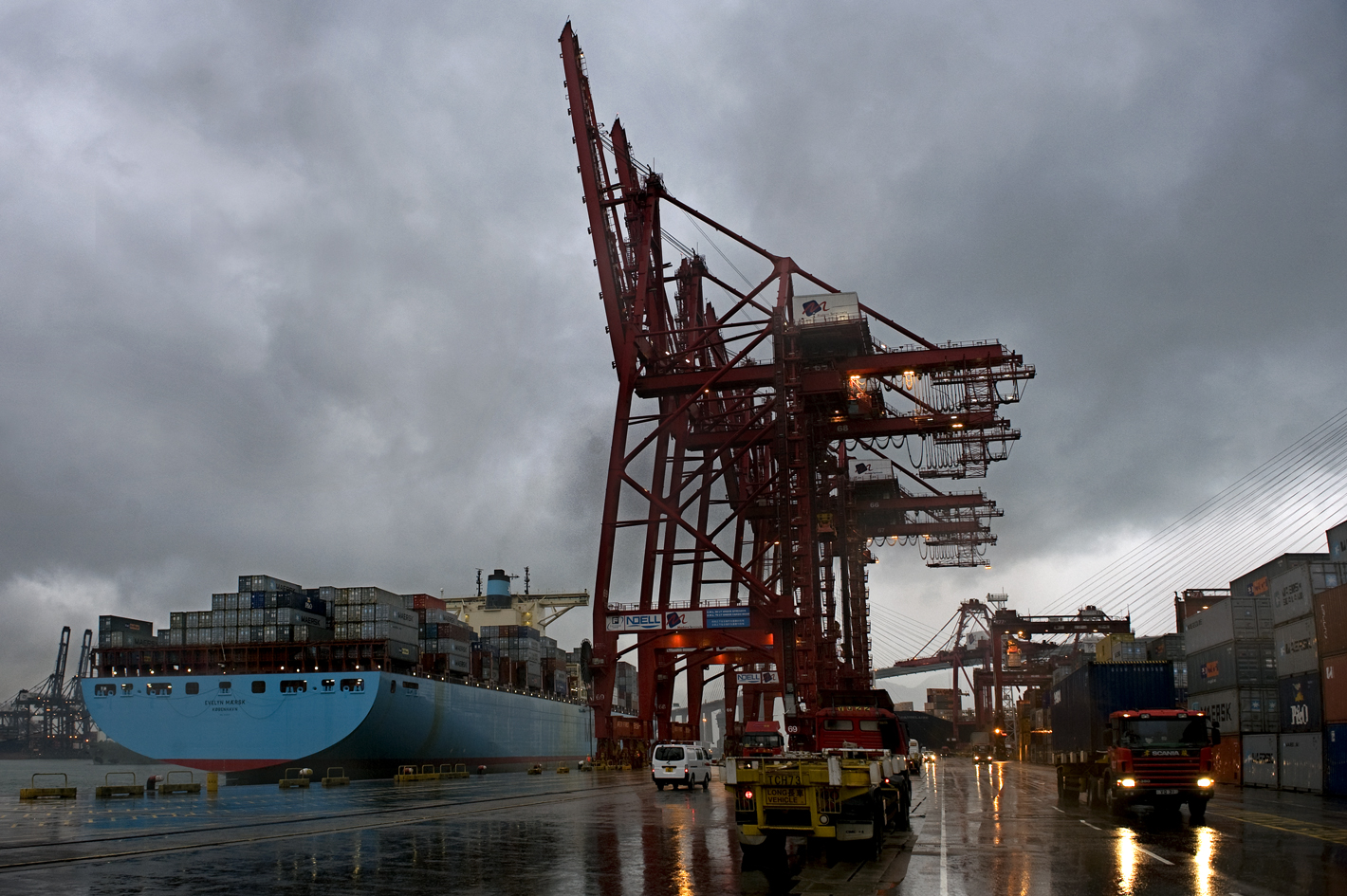
Портовые краны в контейнерном терминале Гонконга

В 1970-х годах в экспорте Гонконга по-прежнему преобладали текстиль, готовая одежда, изделия из пластмасс, бытовая электроника и наручные часы. Также через порт Гонконга на мировые рынки вывозилось промышленное оборудование, станки и прессы. В 1970-х годах, особенно после 1978 года, вновь стала возрастать роль Гонконга в качестве торгового посредника между развитыми мировыми странами и Китаем. Кроме того, Гонконг превратился в перевалочный пункт торговли между КНР и Тайванем.
Китай поставлял в Гонконг продовольствие (рис, мясо и рыбу), сырьё для местной промышленности (металлы, хлопок, стройматериалы, химические волокна и пластмассы), потребительские товары (одежду и обувь) по ценам значительно ниже среднемировых.
В 1980-х годах британский капитал, базировавшийся в Гонконге (в том числе Hongkong and Shanghai Banking Corporation, Jardine Matheson и Swire Group), сохранял сильное влияние в портовом и складском хозяйстве, он обеспечивал четверть морских перевозок между Гонконгом и Западной Европой. Конкуренцию британцам составляли китайские коммерсанты, особенно судоходный магнат Бао Юйган, владевший крупнейшим торговым флотом на Тихом океане. В 1985 году он приобрёл контрольный пакет акций группы Wheelock & Co (по-китайски называлась «Хуэйдэфэн»), которая занималась морскими перевозками, доставкой контейнеров и складским хозяйством. В 1986 году Бао Юйган разделил свою империю между зятьями: Питеру Ву досталась группа Wheelock (включая компанию Hongkong and Kowloon Wharf), а другому зятю — судоходный концерн World-Wide Shipping (по-китайски назывался «Хуаньцю»), ныне известный как BW Group.
К середине 1980-х годов Китай вышел на лидирующие позиции во внешней торговле Гонконга (43,7 % реэкспорта, 25,5 % импорта и 11,7 % экспорта), лишь по некоторым показателям уступая США (44,4 % экспорта Гонконга). В 1990 году был сформирован Совет по развитию порта (Port Development Board), который консультировал правительство Гонконга по вопросам планирования и стратегического развития. По состоянию на 1995 год крупнейшими торговыми партнёрами Гонконгского порта являлись Китай (14,5 %), Северная Америка (12,5 %), Сингапур (11 %), Япония (11 %), Европа (9,8 %), Тайвань (9,8 %), Австралия и Новая Зеландия (6 %), Южная Корея (5,3 %).

### Китайский период
В 1997 году Гонконг вернулся под суверенитет Китая. Вскоре китайская экономика и Гонконгский порт ощутили на себе последствия азиатского финансового кризиса, что вылилось в падение объёмов международной торговли и судоходства. Несмотря на это в 1998 году Гонконгский порт стал крупнейшим контейнерным портом мира, обработав 14,5 млн TEU. В том же 1998 году Совет по развитию порта был реорганизован в Гонконгский портовый и морской совет (Hong Kong Port and Maritime Board), который координировал действия между портом и судоходным сектором.
В 2000 году порт Гонконга обработал 18,1 млн TEU. В том же 2000 году реструктуризация Гонконгского портового и морского совета продолжилась, после чего он стал активнее продвигать логистические услуги порта (в конце 2001 года эти функции перешли к недавно созданному Гонконгскому совету по развитию логистики). В составе Гонконгского портового и морского совета работали Комитет по развитию порта и Судоходный комитет (последний усиливал конкурентоспособность порта на международной арене).

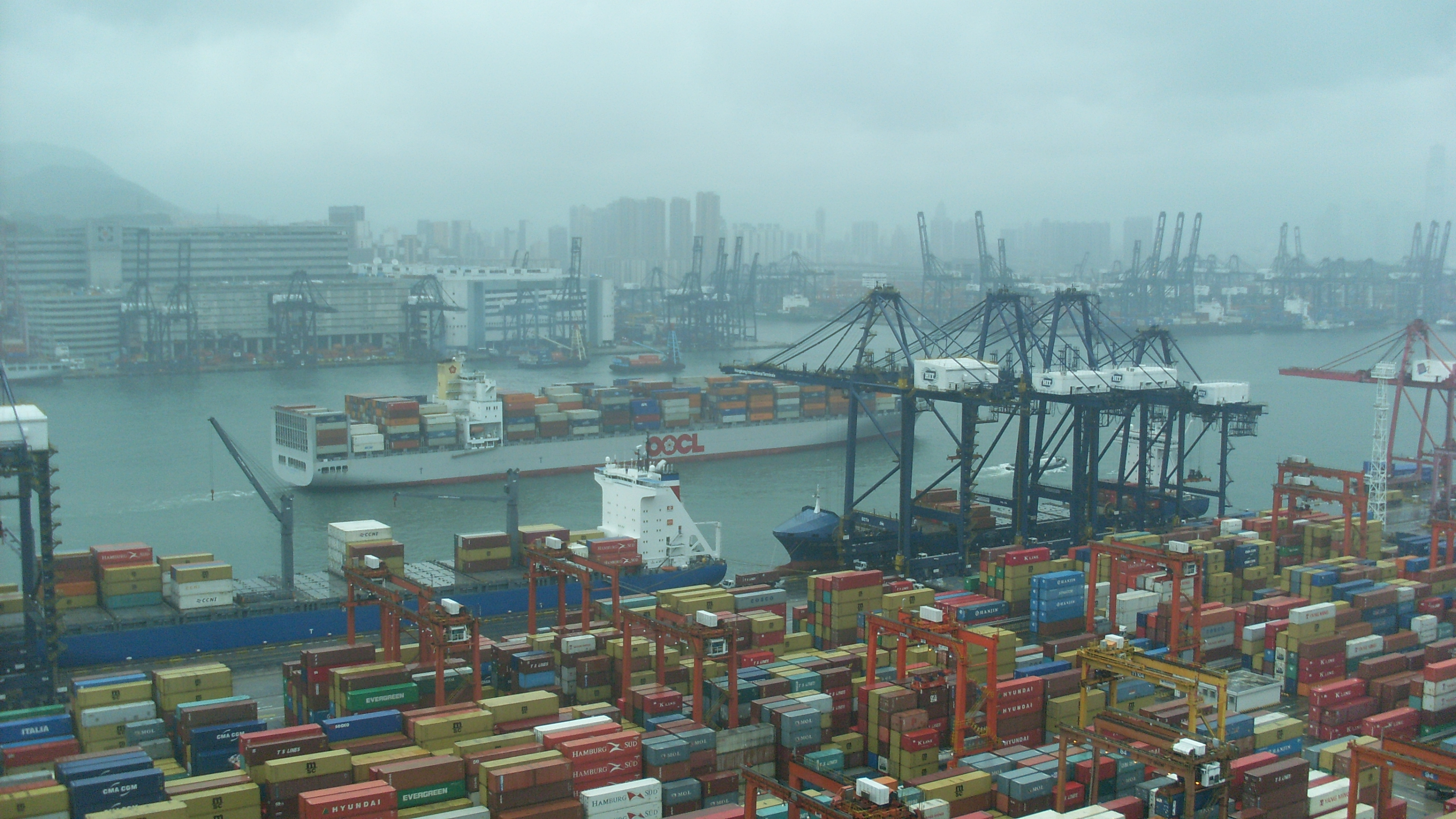
Контейнерный терминал № 9

В 2003 году вместо Гонконгского портового и морского совета был создан Совет по развитию Гонконгского порта (Hong Kong Port Development Council) — совещательный орган представителей частного сектора и правительства, работа которого направлена на увеличение конкурентоспособности и привлекательности порта, на планирование развития и продвижение порта в мире. В том же 2003 году вспышка SARS негативно сказалась как на экономике Гонконга, так и на работе порта.
В 2005 году на восточном побережье острова Чхинъи был построен крупнейший контейнерный терминал № 9 пропускной способностью 3 млн TEU в год (являлся совместным предприятием гонконгских портовых операторов Modern Terminals и Hongkong International Terminals). Задержка со строительством терминала № 9 привела к тому, что часть контейнерных потоков из перегруженного Гонконгского порта пришлось на время переориентировать в соседние порты Шэньчжэня, Гуанчжоу и Гаосюна.
В 2007 году Гонконг уступил Шанхаю второе место среди крупнейших портов мира по совокупному грузообороту (прирост его грузооборота составил всего 1,5 % по сравнению с предыдущим годом, в то время как для Шанхая он составил более 20 %). Весной 2013 года дубайский оператор DP World продал 100 % акций компании Asia Container Terminal (контейнерный терминал № 8 Западный) гонконгскому оператору Hutchison Port Holdings, а контрольный пакет акций в CSX World Terminals Hong Kong (контейнерный терминал № 3) и ATL Logistics Centre — австралийскому конгломерату Goodman Group.
По состоянию на 2013 год порт Гонконга обработал 276 млн метрических тонн грузов и 22,3 млн TEU, в 2014 году — 298 млн тонн грузов и 22,2 млн TEU (через порт проходит свыше 90 % всего грузооборота Гонконга). В 2014 году порт Гонконга посетили 189,5 тыс. грузовых и пассажирских судов (включая речные суда, следующие по Чжуцзян).

## Грузооборот Гонконгского порта
Грузооборот Гонконгского порта увеличился со 174,6 млн тонн в 2000 году до 297,7 млн тонн в 2014 году. Спады 2009 и 2012 годов были обусловлены мировым экономическим кризисом, который повлёк за собой падение объёмов торговли и судоходства.
С 2011 года контейнерный грузооборот Гонконга постоянно падает, многие судоходные компании отдают предпочтение контейнерным терминалам Шэньчжэня и Гуанчжоу. 
| Год  | Общий грузооборот (млн тонн) | Грузооборот морских судов (млн тонн) | Грузооборот речных судов (млн тонн) | Контейнерный грузооборот (млн TEU) |
| 2000 | 174,65                       | 130,94                               | 43,71                               | 18,1                               |
| 2001 | 178,21                       | 130,68                               | 47,53                               | 17,8                               |
| 2002 | 192,51                       | 138,30                               | 54,21                               | 19,1                               |
| 2003 | 207,61                       | 148,62                               | 58,99                               | 20,4                               |
| 2004 | 220,88                       | 158,62                               | 62,26                               | 22,0                               |
| 2005 | 230,14                       | 161,47                               | 68,67                               | 22,6                               |
| 2006 | 238,24                       | 166,21                               | 72,03                               | 23,5                               |
| 2007 | 245,44                       | 177,35                               | 68,09                               | 24,0                               |
| 2008 | 259,40                       | 179,97                               | 79,43                               | 24,5                               |
| 2009 | 242,97                       | 161,59                               | 81,38                               | 21,0                               |
| 2010 | 267,81                       | 182,00                               | 85,81                               | 23,7                               |
| 2011 | 277,45                       | 194,93                               | 82,52                               | 24,4                               |
| 2012 | 269,28                       | 188,86                               | 80,42                               | 23,1                               |
| 2013 | 276,06                       | 184,24                               | 91,82                               | 22,3                               |
| 2014 | 297,74                       | 197,32                               | 100,42                              | 22,2                               |
| 2016 |                              |                                      |                                     | 19,6                               |
| 2018 |                              |                                      |                                     | 19,6                               |
| 2019 |                              |                                      |                                     | 18,3                               |
| 2020 |                              |                                      |                                     | 17,9                               |

По состоянию на 2010 год порт Гонконга посетило почти 212 тысяч судов, в том числе более 91 тысяч речных грузовых судов, 88,1 тысячи речных пассажирских судов, 30,3 тысячи океанских грузовых судов и 2,3 тысячи океанских пассажирских судов (круизные и паромные суда составляли 42,6 % всех судов, посетивших Гонконгский порт, контейнеровозы — более 40 %). Из 23,7 млн TEU контейнерных грузов, обработанных в Гонконгском порту в 2010 году, океанские суда перевезли 16,2 млн TEU, а речные суда — 7,5 млн TEU. Контейнерные терминалы Гонконга обработали 72 % всех грузов, на остальные причалы, места швартовки и якорные стоянки пришлось 28 % контейнерных грузов.
В 2010 году на контейнеры пришлось 74 % всего грузооборота Гонконгского порта, на насыпные грузы — 8 %, на сырую нефть и нефтепродукты — 3,2 %. Океанские суда, составляя 15,4 % всех судов, посетивших Гонконг, перевезли 78,7 % всех грузов, в том числе 85,2 % всей нефти, 83,9 % всех контейнеров, 71,7 % всех насыпных грузов и 56,9 % обычных грузов. Речные суда, составляя 84,6 % всех судов, посетивших Гонконг, перевезли 21,3 % всех грузов, в том числе 28,3 % всех насыпных грузов, 16,1 % всех контейнеров и 14,8 % всей нефти. Всего в 2010 году в порт Гонконга заходило 84,8 тысячи контейнеровозов, 4,1 тысячи балкеров, 1,9 тысячи нефтяных танкеров и 15 тысяч других грузовых судов.
Паромные терминалы

## Администрация
Формально у Гонконгского порта нет своей администрации, так как большая часть инфраструктуры находится в руках частных операторов. Но фактически управление портом Гонконга находится в руках директора Морского министерства, которому подчиняются Комитет портовых операций, службы лоцманов, иммиграционного и карантинного контроля, морской навигации (следит за состоянием портовых бакенов, метеорологических буев, различных маяков и другого навигационного оборудования).
Морское министерство Гонконга отвечает за безопасность судоходства и пассажиров, охрану окружающей среды порта, поисково-спасательные операции, гидрографию и судовой регистр, управляет паромными терминалами, «Общественными грузовыми рабочими зонами», местами швартовки и якорной стоянки, в том числе укрытиями от тайфунов, следит за соблюдением местных и международных норм, стандартов и законов в области судоходства. Кроме того, министерство обслуживает более 600 правительственных судов (в том числе морской полиции, пожарной охраны и таможни, а также технические суда министерства, включая баржи, понтоны и суда гидрографической съёмки).
Вопросы планирования, развития и продвижения порта находятся в ведении Совета по развитию Гонконгского порта, вопросы развития судоходства — в ведении Совета морской индустрии Гонконга. Оба совета находятся в подчинении секретаря по вопросам транспорта и жилья правительства Гонконга и консультируют как правительство, так и частные компании, связанные с водным транспортом.

## Контейнерные терминалы

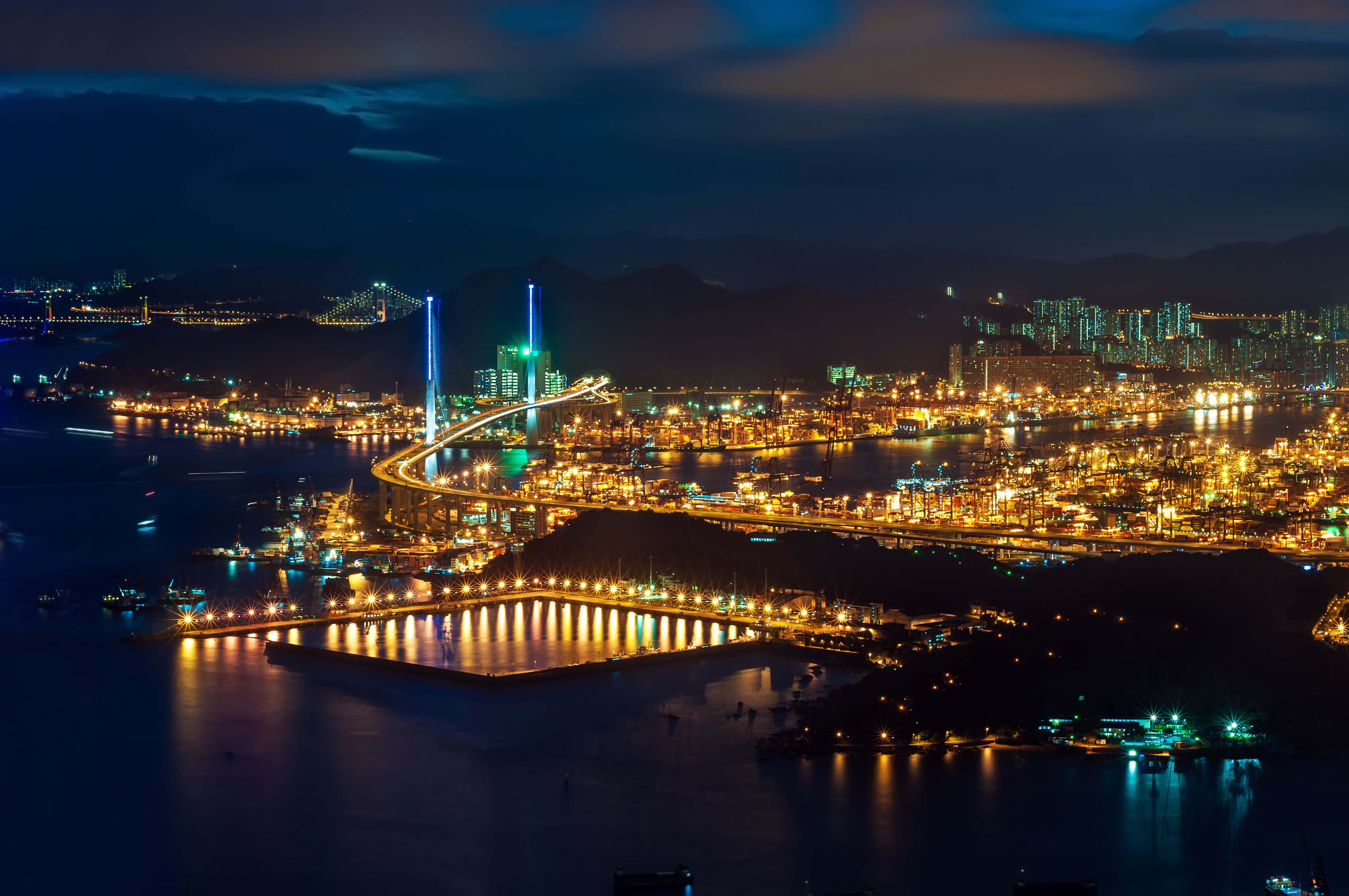
Вид на контейнерный терминал

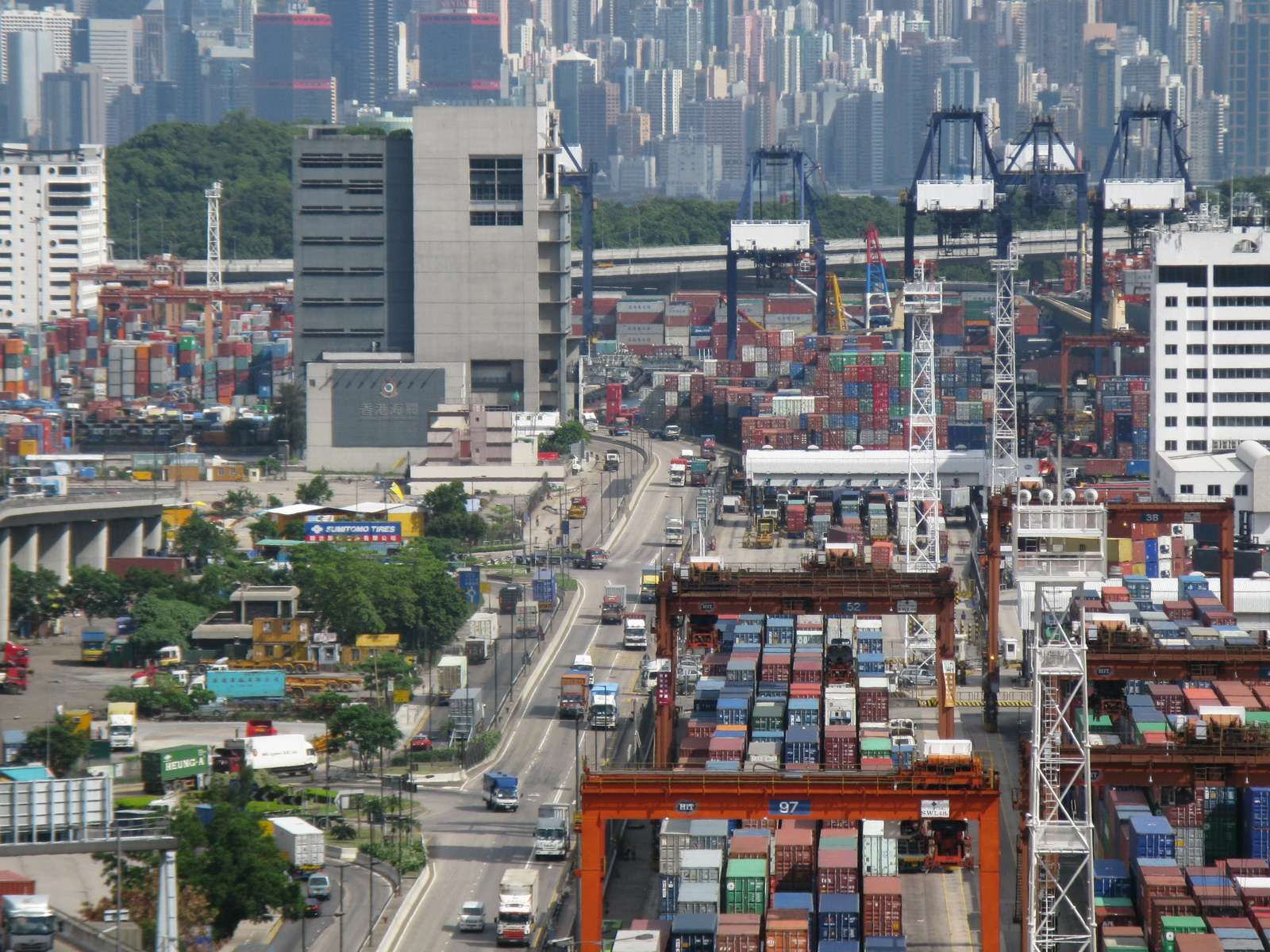
Контейнер-порт-роуд

В 2014 году контейнерные терминалы Кхуайчхун (Kwai Chung) и Чхинъи (Tsing Yi) обработали 17,6 млн TEU или 79 % всех контейнеров, прошедших через порт Гонконга.
В бассейне Кхуайчхун и Чхинъи (на берегах пролива Рамблер) расположено девять контейнерных терминалов, принадлежащих пяти портовых операторам — Modern Terminals Limited (MTL), Hongkong International Terminals (HIT), COSCO-Hong Kong International Terminals (COSCO-HIT), CSX World Terminals Hong Kong (CSX) и Asia Container Terminals (ACT). Общая площадь терминалов составляет 279 гектаров, они имеют 24 глубоководных причала общей длиной почти 7,7 тыс. метров (глубина бассейна Кхуайчхун и Чхинъи колеблется от 12,5 до 15,5 метров). Полная мощность контейнерных терминалов превышает 20 млн TEU в год.
В 1970-х годах на Новых Территориях были построены первые четыре терминала, ставшие известными как контейнерный порт Кхуайчхун (по имени района Кхуайчхун). В 1980-х годах к ним добавились ещё два контейнерных терминала, в 1990-х годах — ещё два, после чего порт был переименован в контейнерные терминалы Кхуайчхун (последние терминалы были построены на территории бывшего острова, соединённого с полуостровом Коулун). После постройки в 2005 году девятого терминала на острове Чхинъи весь портовый комплекс был переименован в контейнерные терминалы Кхуайчхин (назван в честь одноименного округа).
Основной объём грузов из контейнерных терминалов Кхуайчхин перевозится по Кхуайчхун-роуд и её ответвлению Контейнер-порт-роуд.

### Операторы контейнерных терминалов
- Modern Terminals Limited управляет контейнерными терминалами № 1, 2, 5 и 9 Южный совокупной мощностью 7 млн TEU в год (в 2014 году они обработали 5,4 млн TEU). Крупнейшими акционерами компании являются гонконгские конгломераты The Wharf (Holdings), China Merchants Holdings (International) и Jebsen Securities[85][86].
- Hongkong International Terminals управляет контейнерными терминалами № 4, 6, 7 и 9 Северный. На территории терминала № 4 работает Hutchison Logistics Center, возле терминала № 7 — NWS Kwai Chung Logistics Centre компании NWS Holdings. Крупнейшими акционерами компании являются гонконгские конгломераты Hutchison Port Holdings и China Resources Enterprise, а также сингапурский оператор PSA International[87][88][89].
- COSCO-Hong Kong International Terminals управляет контейнерным терминалом № 8 Восточный мощностью 1,8 млн TEU. Крупнейшими акционерами компании являются COSCO Pacific и оператор Hongkong International Terminals[89][90].
- CSX World Terminals Hong Kong управляет контейнерным терминалом № 3 мощностью 1,2 млн TEU. Рядом с терминалом работает ATL Logistics Centre, составляющий с ним единый комплекс. Крупнейшими акционерами компании являются австралийский конгломерат Goodman Group и дубайский оператор DP World[91][89][92].
- Asia Container Terminals управляет контейнерным терминалом № 8 Западный. Крупнейшим акционером компании является оператор Hutchison Port Holdings.

Логистические центры

### Операторы контейнерных судов
В порт Гонконга совершают регулярные рейсы следующие судоходные компании: китайские COSCO Container Lines и China Shipping Container Lines (CSCL), гонконгская Orient Overseas Container Line (OOCL), тайваньские Evergreen Marine, Yang Ming Marine Transport Corporation (Yang Ming) и Wan Hai Lines, южнокорейская Hanjin Shipping, сингапурские American President Lines (APL) и Pacific International Lines (PIL), японские Nippon Yusen Kaisha (NYK Line), Mitsui O.S.K. Lines (MOL) и Kawasaki Kisen Kaisha (K Line), датская Maersk Line, швейцарская Mediterranean Shipping Company (MSC), французская CMA CGM, германские Hamburg Süd и Hapag-Lloyd, малайзийская Malaysia International Shipping Corporation (MISC Berhad), таиландская Regional Container Lines (RCL), австралийские ANL Container Line (ANL) и Austral Asia Line (AAL), российская FESCO, чилийская Compañía Sudamericana de Vapores (CSAV), дубайская United Arab Shipping Company (UASC), израильская Zim Integrated Shipping Services (Zim), иранская Islamic Republic of Iran Shipping Lines (IRISL) и бразильская Aliança Navegação e Logística (Alianca).

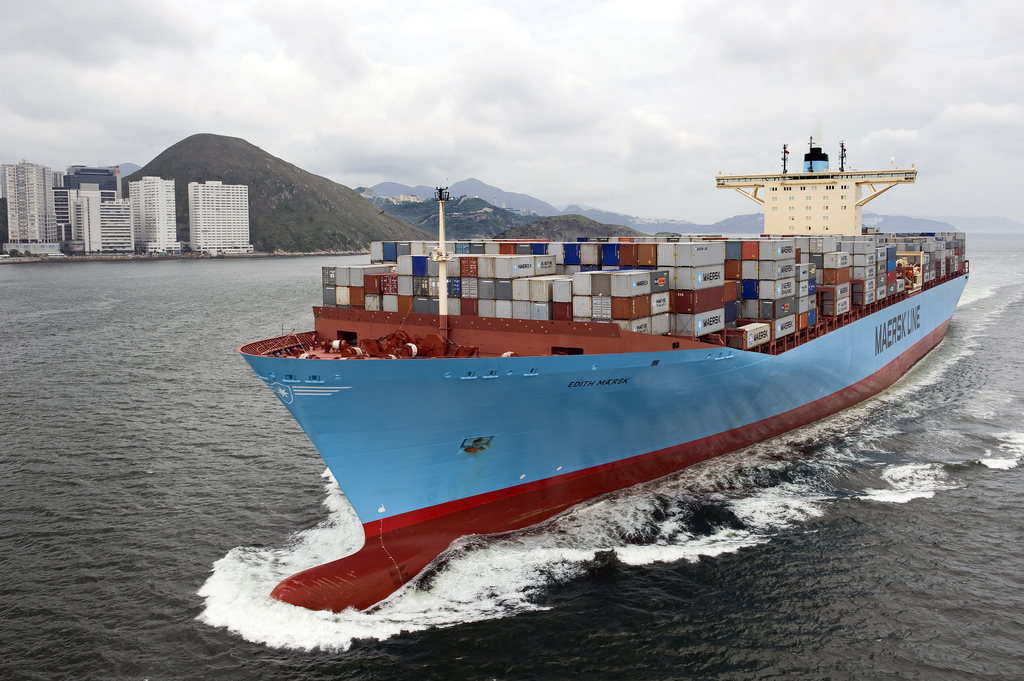
Maersk Line
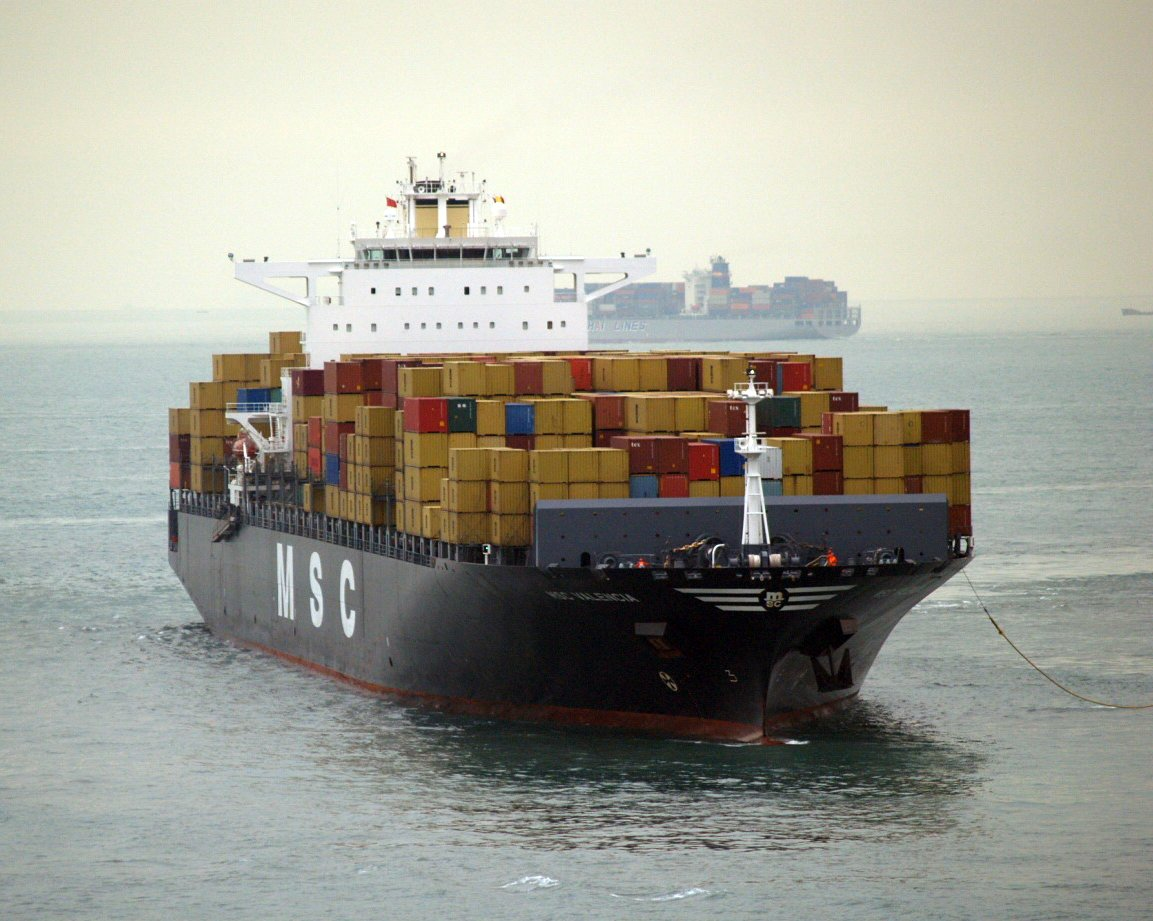
MSC
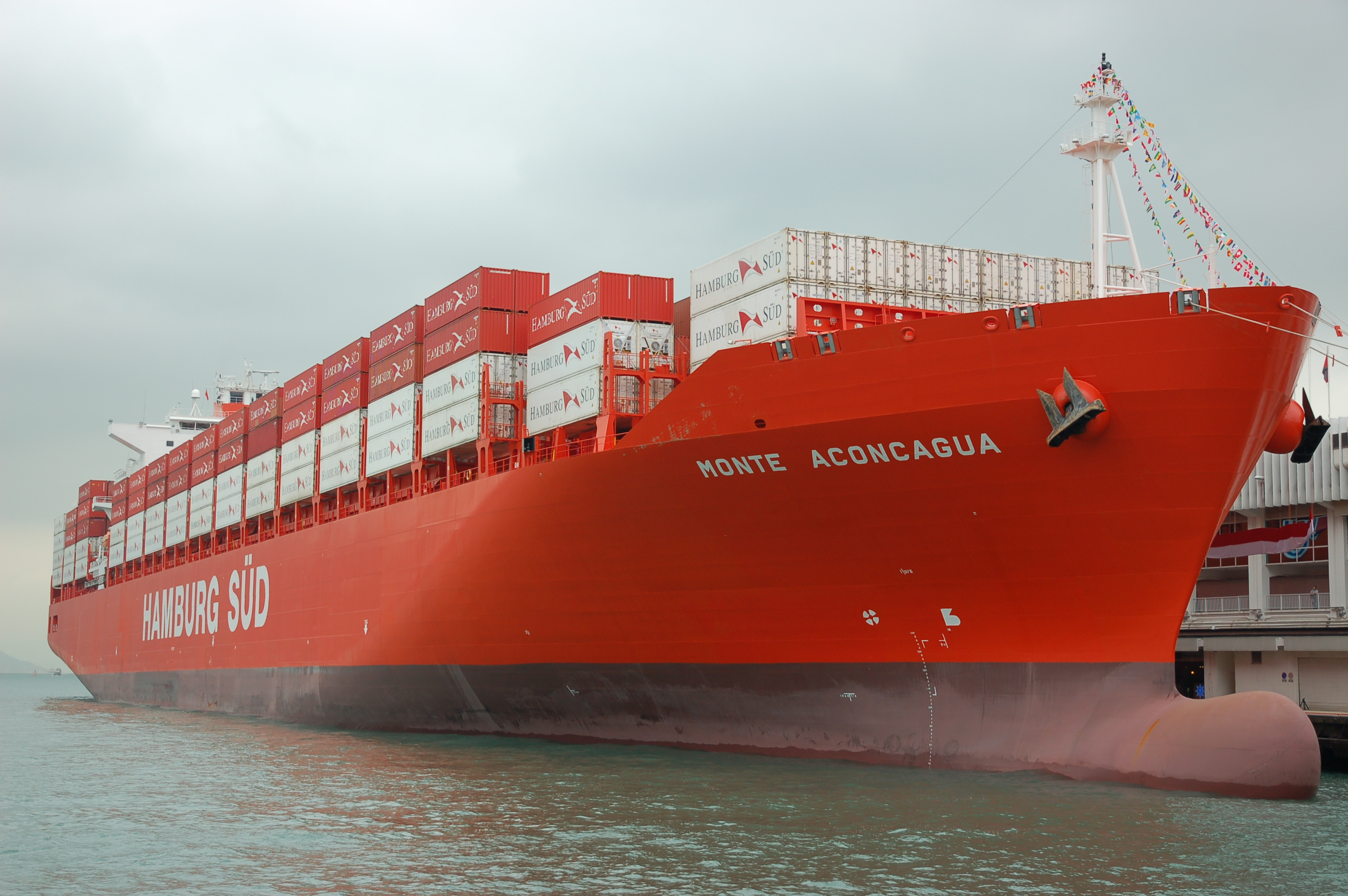
Hamburg Süd
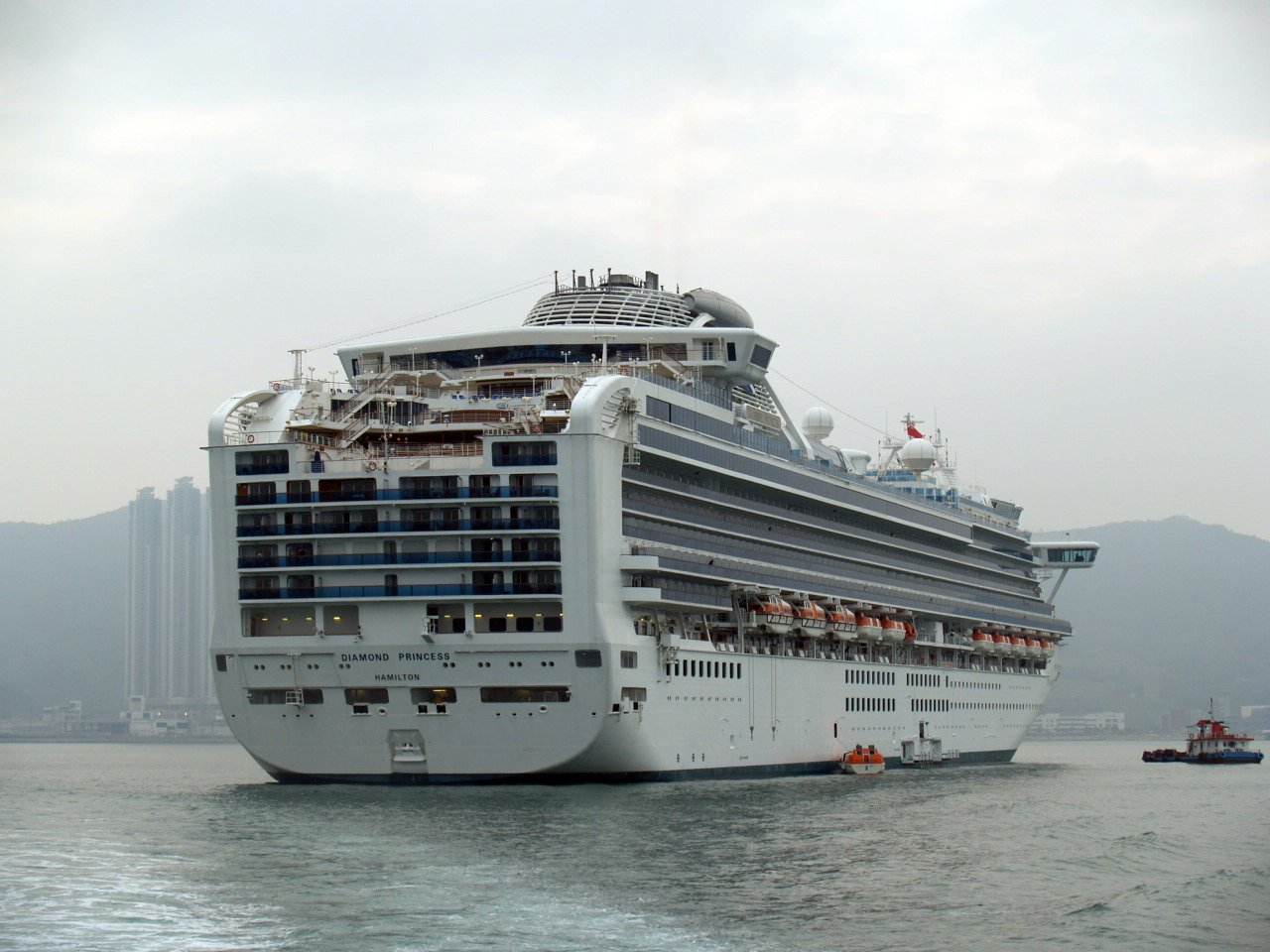
Carnival
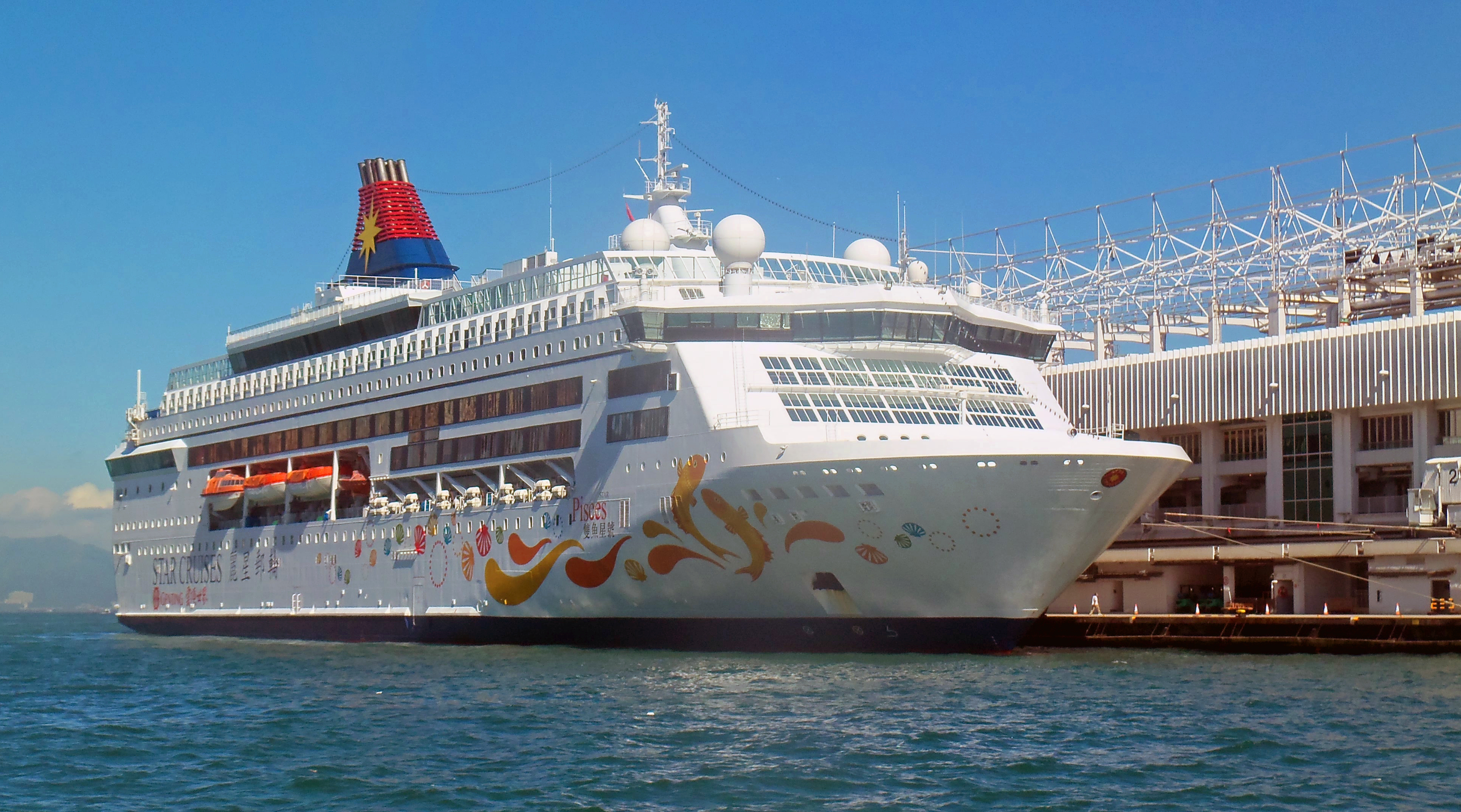
Star Cruises
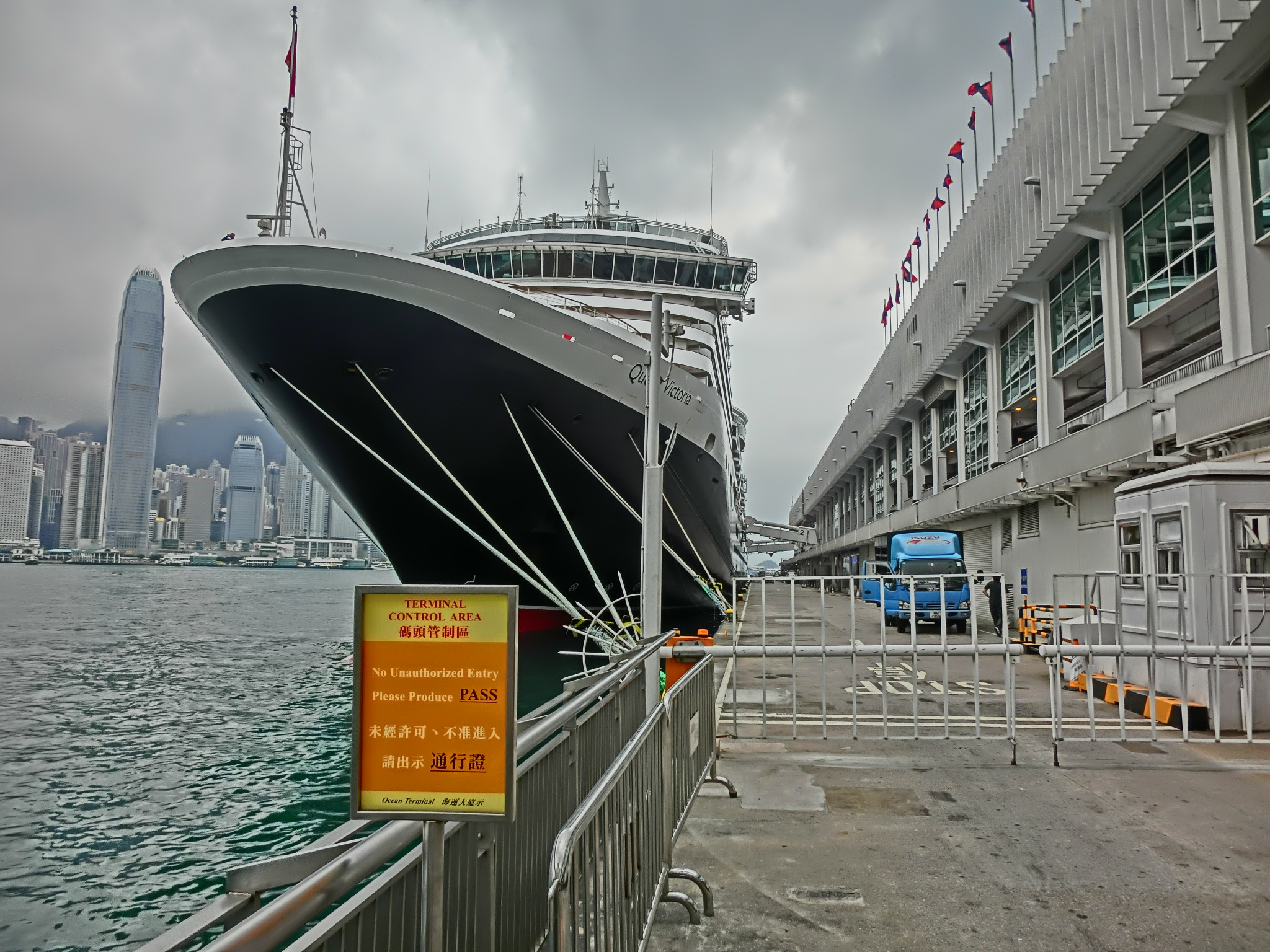
Cunard Line

## Другие грузовые причалы

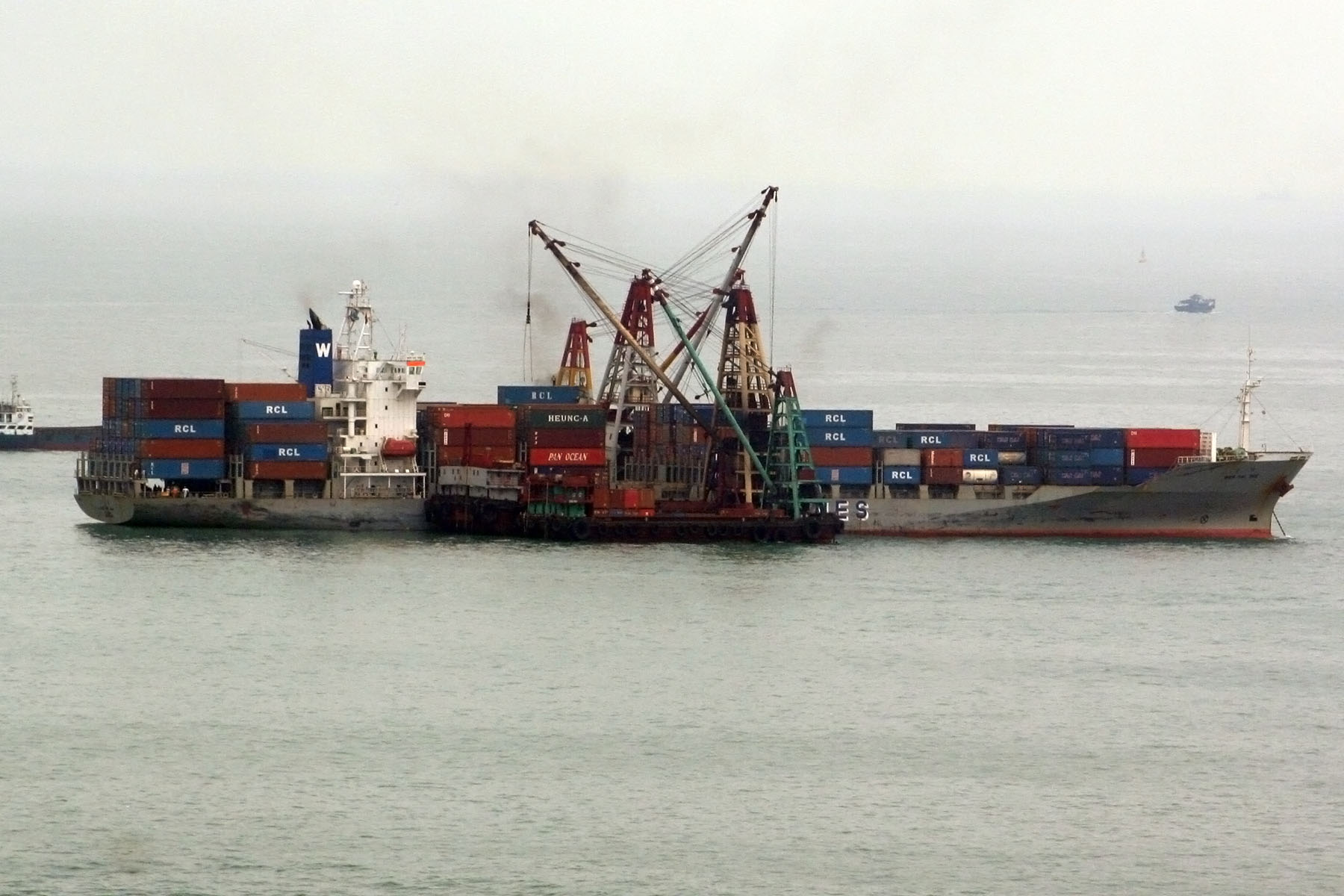
Перегрузка контейнеров в море

Кроме основных контейнерных терминалов в Гонконге находится 12 других причалов, которые специализируются на обслуживании небольших судов (преимущественно барж и лихтеров), занимающихся перегрузкой контейнеров и других грузов непосредственно в море с больших морских и речных судов. Грузы с этих контейнеровозов и балкеров доставляются баржами к причалам, где перегружаются на грузовые автомобили, другие грузы таким же образом доставляются баржами на большие суда. Общая площадь таких перегрузочных причалов составляет 34,6 гектаров, длина причальной стенки — более 3,5 тыс. метров.
Из-за того, что сборы и другие издержки в контейнерных терминалах достаточно высоки, грузовые операции в море получили в Гонконге широкое распространение (почти везде в мире от них пришлось отказаться). Операции по перегрузке контейнеров в море с судов на баржи отличаются низкой стоимостью, но вызывают критику из-за небезопасности работ как для персонала, так и для окружающей среды. Крупнейшими операторами погрузочных работ в море являются компании Fat Kee Stevedores, Tai Wah Sea, Land Heavy Transportation и Transward.

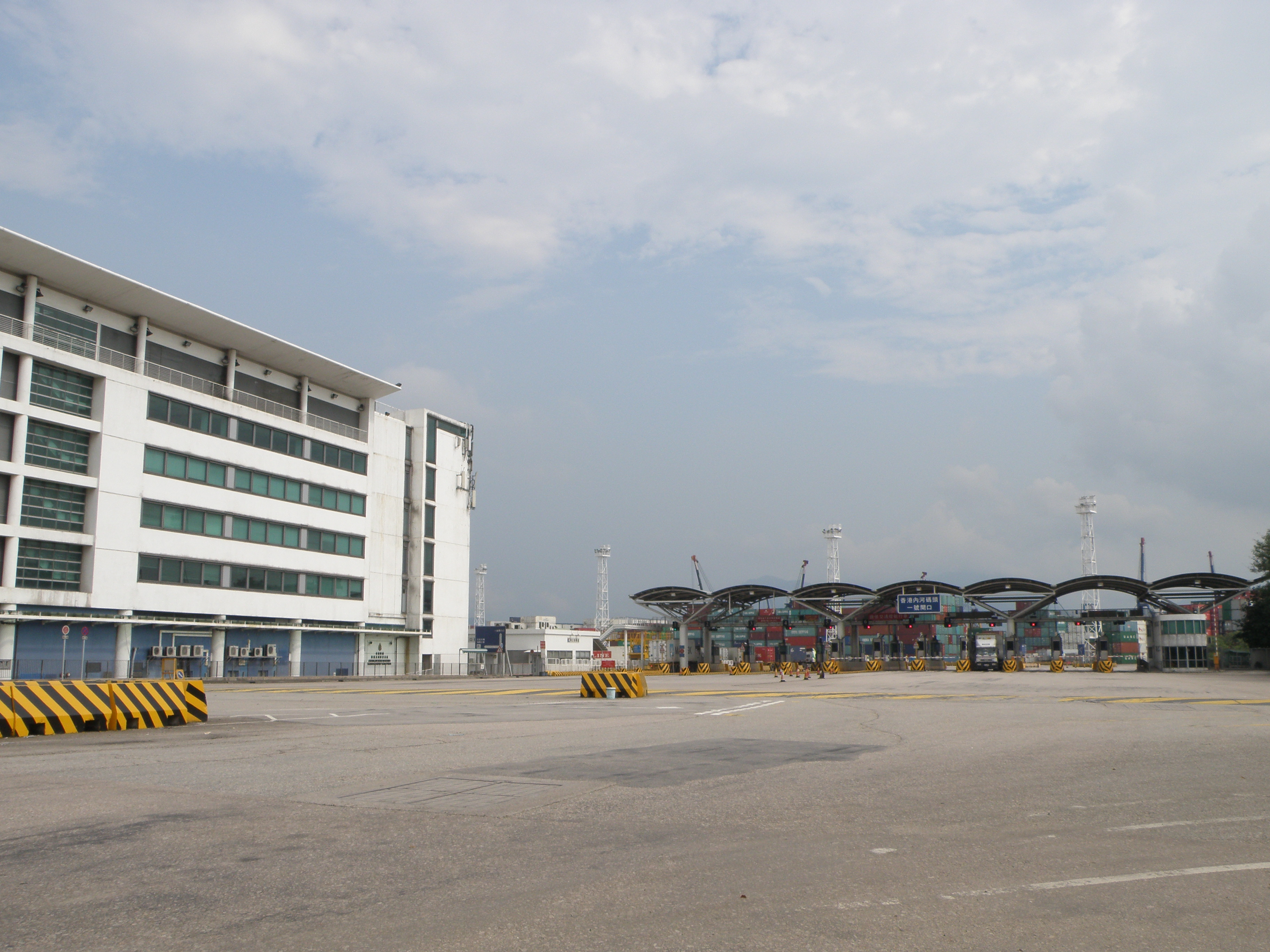
River Trade Terminal

В округе Тхюньмунь расположен построенный в 1998 году «Речной торговый терминал» (River Trade Terminal), который обслуживает контейнеровозы, балкеры и танкеры, курсирующие между портами дельты Жемчужной реки. Общая площадь терминала, находящегося под управлением River Trade Terminal Company, составляет 65 гектаров, длина причалов — 3 тыс. метров (акционерами компании-оператора являются гонконгские конгломераты Hutchison Port Holdings и Sun Hung Kai Properties).
На западном побережье острова Чхинъи расположены причалы и нефтехранилища нидерландской корпорации Royal Dutch Shell и американской корпорации Caltex (подразделение Chevron), на южном побережье острова базируются нефтяные терминалы американской корпорации ExxonMobil и китайской корпорации Sinopec. Все четыре комплекса способны принимать среднетоннажные танкеры.
Морское министерство Гонконга управляет шестью причалами общей длиной свыше 5 тыс. метров, которые объединены в «Общественные грузовые рабочие зоны» (Public Cargo Working Areas). Через эти причалы осуществляется перевалка грузов с речных судов, которые ходят по Чжуцзян, на морские суда или грузовые автомобили. Причалы по приёму топлива для местных электростанций расположены на острове Ламма (угольно-газовая электростанция Lamma компании Hongkong Electric) и в округе Тхюньмунь (угольная электростанция Castle Peak компаний CLP Group и China Southern Power Grid).
Рядом с причалами электростанции Castle Peak расположены причалы насыпных грузов компаний Green Island Cement и Shiu Wing Steel. На острове Сачау расположен терминал по приёму авиационного топлива, соединённый подводными трубопроводами с аэропортом Чхеклапкок (оператором терминала является компания AFSC Operations Limited). В округе Тайпоу на побережье бухты Толо расположены причалы и хранилища газа компании Hong Kong and China Gas. В районе Локоньпай (округ Тхюньмунь) находятся причалы и топливные склады компании Hong Kong Petrochemical. На юго-западном побережье острова Чхинъи, рядом с терминалом ExxonMobil расположены причалы Euroasia Dockyard компании China Merchants Container Services.

## Места швартовки и якорной стоянки
В Гонконге существует два типа правительственных мест швартовки — 31 GMB класса А (для судов длиной до 183 метров и осадкой между 6,4 и 9,8 метра) и 27 GMB класса Б (для судов длиной до 137 метров и осадкой между 6,4 и 9,1 метра). Эти места служат для перевалки грузов с морских судов на каботажные баржи, для швартовки круизных лайнеров или судов во время тайфунов. Кроме того, обработка грузов может осуществляться на 16 якорных стоянках общей площадью свыше 3,6 тыс. гектаров (в том числе на восьми стоянках для судов с опасными грузами). В 2014 году 1,4 млн TEU контейнеров и 27,5 млн тонн других грузов были обработаны в местах швартовки и на якорных стоянках.

### Укрытия от тайфунов
В пределах Гонконга существует 13 укрытий от тайфунов общей площадью 419 гектаров. Они предназначены для защиты небольших каботажных судов и яхт во время плохих погодных условий (укрытия рассчитаны на суда длиной 30, 50 и 75 метров).
Укрытия от тайфунов Гонконга

## Резервные площади и объекты
По состоянию на 2014 год порт Гонконга располагал примерно 450 гектарами, которые использовались под резервные объекты инфраструктуры — контейнерные площадки и сортировочные узлы, склады, автопарки и ремонтные цехи. Более 100 гектаров располагались в границах порта, а остальные участки — на территории округов Юньлон и Северный.

## Паромные терминалы
Морское министерство Гонконга управляет тремя межрегиональными паромными терминалами: паромным терминалом Гонконг — Китай (Hong Kong — China Ferry Terminal) в районе Чимсачёй, паромным терминалом Гонконг — Макао (Hong Kong — Macau Ferry Terminal) в районе Сёнвань и паромным терминалом Тхюньмунь (Tuen Mun Ferry Terminal) в округе Тхюньмунь, которые связывают Гонконг с 24 портами материкового Китая и соседним Макао. В 2010 году через эти терминалы прошло 24,3 млн пассажиров (81 % пассажиропотока пришёлся на трафик между Гонконгом и Макао). Кроме обычных паромов линии обслуживают скоростные суда на подводных крыльях, суда на воздушной подушке и катамараны. Другим важным межрегиональным паромным терминалом является Skypier Гонконгского международного аэропорта.

## Круизные терминалы

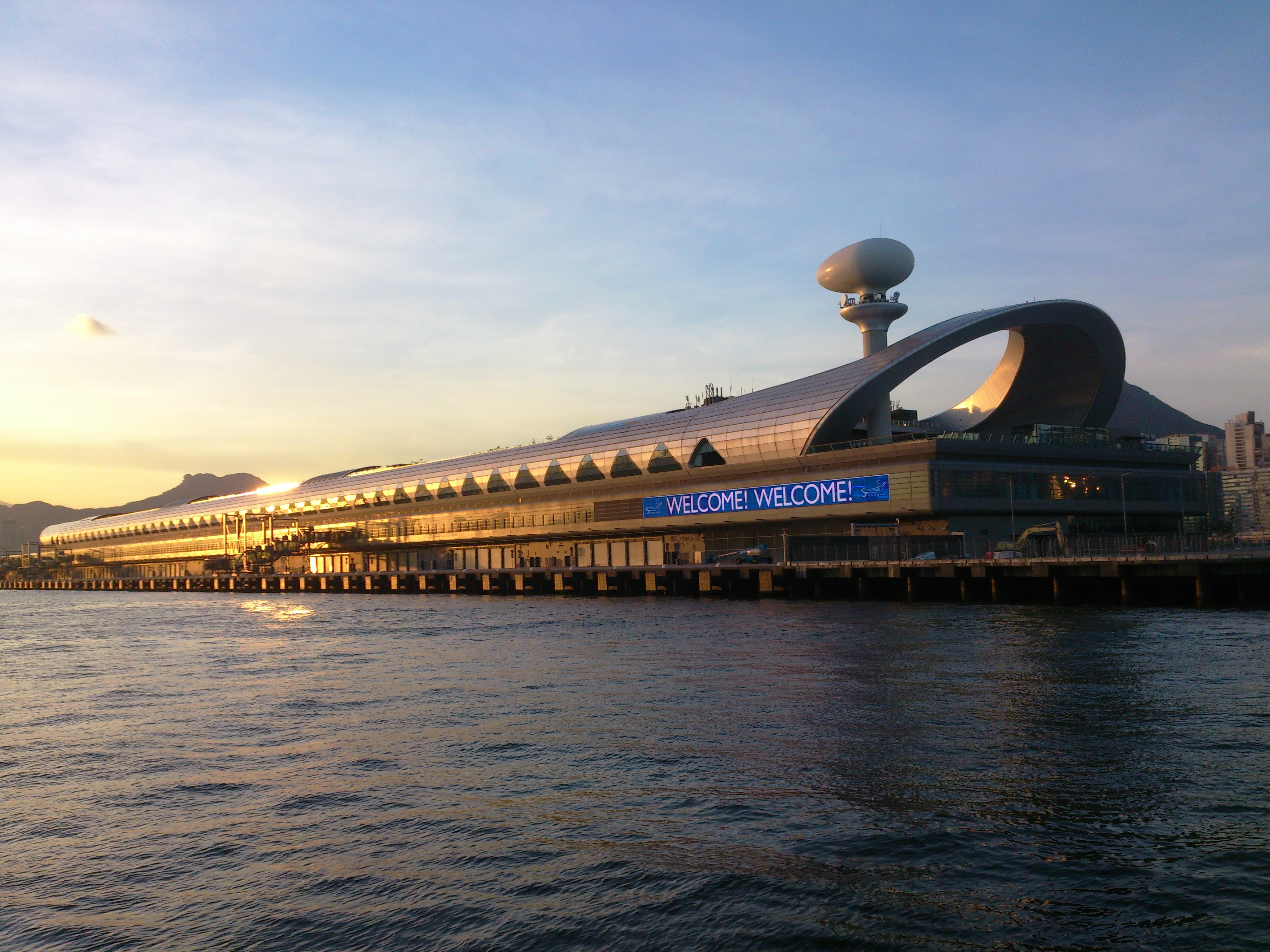
Круизный терминал Кайтак

Летом 2013 года в Гонконге открылся круизный терминал Кайтак (Kai Tak Cruise Terminal), построенный на взлётно-посадочной полосе бывшего аэропорта Кайтак (округ Коулун-Сити). Трёхэтажное здание, разработанное британским архитектурным бюро Foster and Partners, объединяет залы ожидания пассажиров, область обработки багажа, таможенный и иммиграционный залы, магазины, рестораны, выставочные площади и автомобильную парковку. На крыше терминала расположен самый большой в Гонконге сад площадью 23 тыс. м² (включает газоны, фонтаны и смотровую площадку).
Причалы первой очереди терминала Кайтак способны одновременно принять два круизных лайнера длиной 360 метров и водоизмещением до 220 тыс. тонн. Пропускная способность терминала составляет 3 тыс. человек в час. Вторая очередь терминала, открытие которой планируется в 2016 году, рассчитана на приём круизный судов среднего размера. Оператором терминала Кайтак является международный консорциум Worldwide Cruise Terminals, в состав которого вошли американская Royal Caribbean Cruises, французская Worldwide Flight Services и гонконгская Neo Crown (подразделение Shun Tak Holdings).

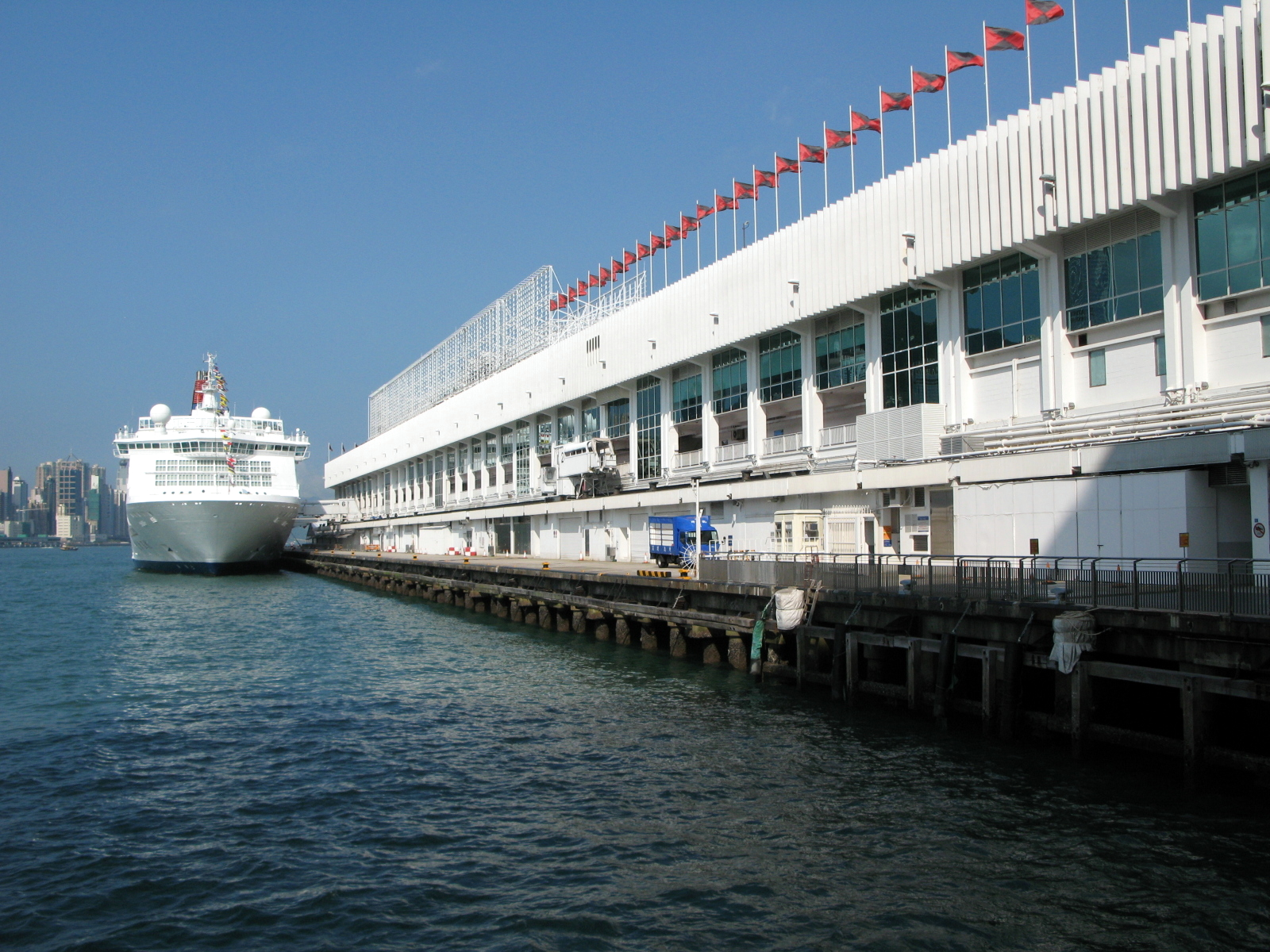
Океанский терминал

До постройки терминала Кайтак большие круизные лайнеры, прибывавшие в Гонконг, были вынуждены или швартоваться у причальных стенок контейнерных терминалов, или бросать якорь прямо в бухте (в таких случаях пассажиров на берег приходилось доставлять с помощью небольших судов). Первым круизным лайнером, прибывшим в июне 2013 года в новый терминал, был Mariner of the Seas.
Вторым местом швартовки океанских круизных лайнеров служит Океанский терминал (Ocean Terminal), расположенный в районе Чимсачёй. Он открылся в 1966 году на месте старых складов и паромного причала (принимает суда водоизмещением до 50 тыс. тонн). Частью терминала является многоэтажный торговый центр с ресторанами и кинотеатрами. Вместе с соседним отелем Marco Polo Hong Kong Океанский терминал входит в состав многофункционального комплекса Harbour City (принадлежит группе Wheelock & Co).
Круизный терминал Кайтак и Океанский терминал принимают лайнеры компаний Star Cruises (Гонконг), Carnival, Royal Caribbean Cruises, Celebrity Cruises, Seabourn Cruise Line, Holland America Line, Norwegian Cruise Line, Oceania Cruises, Princess Cruises, Regent Seven Seas Cruises и Azamara Club Cruises (США), Cunard Line, Cruise & Maritime Voyages и Fred. Olsen Cruise Lines (Великобритания), Costa Crociere (Италия), Hapag-Lloyd Cruises и Phoenix Reisen (Германия), Silversea Cruises (Монако).

## Судоремонт

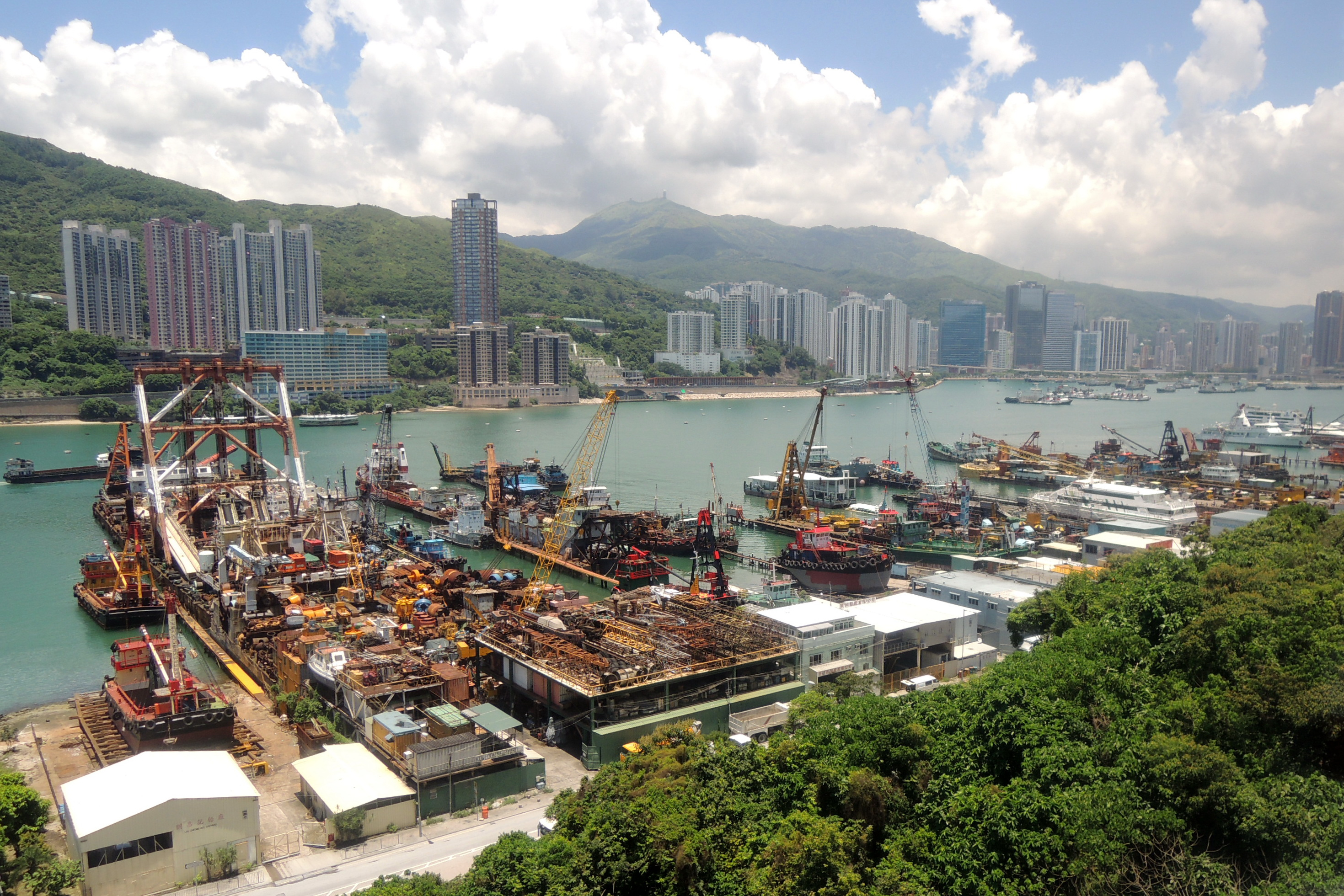
Судоремонтные доки в Чхинъи

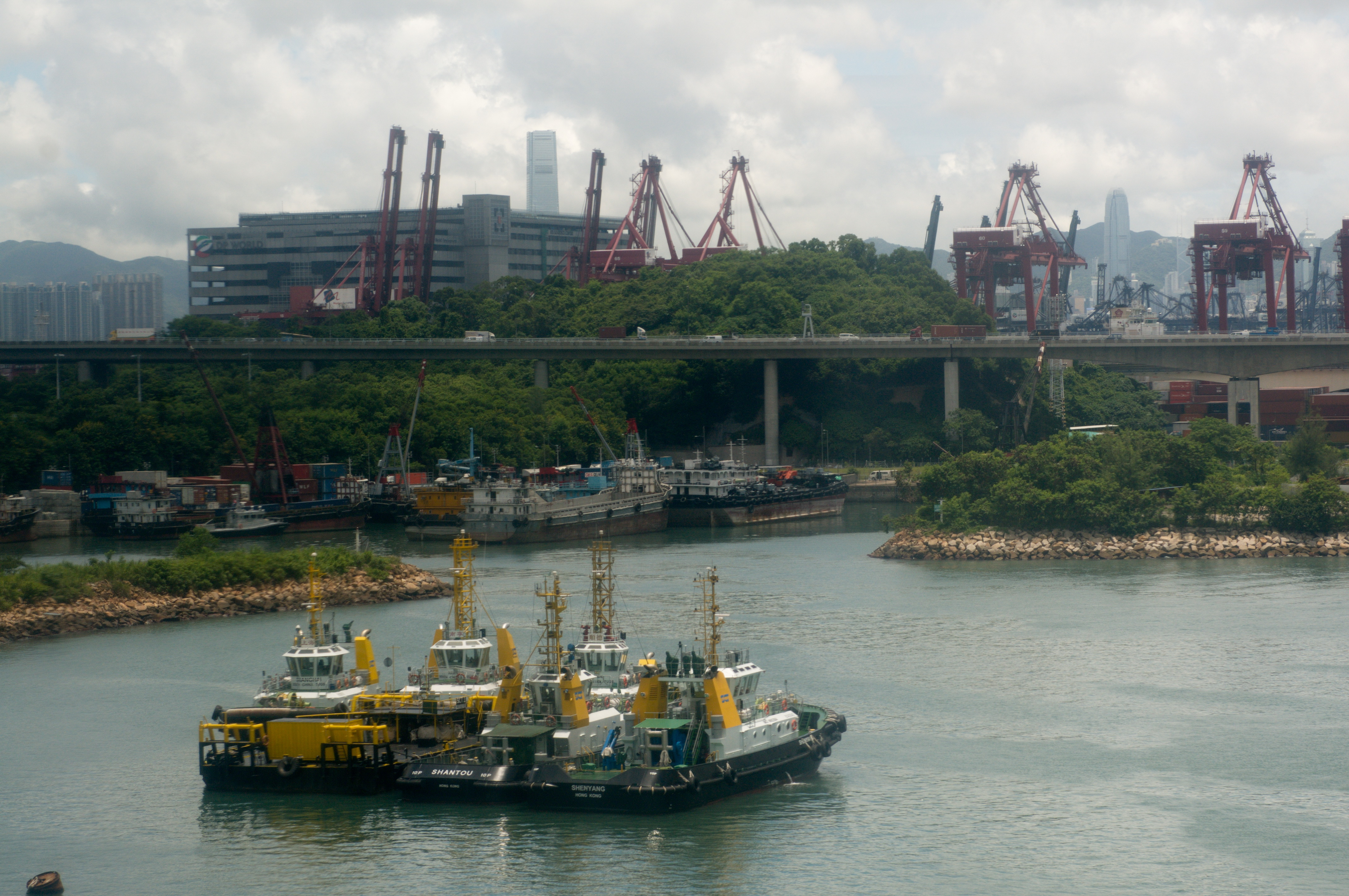
Вспомогательные суда в порту Гонконга

На протяжении длительного времени Гонконг являлся одним из крупнейших центров Дальнего Востока в области судостроения и судоремонта. Вплоть до японской оккупации Гонконг оставался крупнейшим центром судостроения не только в Китае, но и во всей Британской империи за пределами метрополии. Только на предприятиях компаний Jardine, Matheson & Co и Butterfield & Swire работали около 16 тысяч рабочих.
Современные судоремонтные мощности Гонконга делятся на две категории: небольшие предприятия, обслуживающие преимущественно местный каботажный флот и яхты различных классов, и заводы, ремонтирующие океанские суда. Небольшие предприятия разбросаны в 11 прибрежных районах, а три плавучих дока для ремонта больших судов расположены в районе Чхинъи.
Судоремонтные доки Hongkong United Dockyards (HUD), базирующиеся в районе Чхинъи, являются совместным предприятием гонконгских многопрофильных конгломератов CK Hutchison и Swire Pacific (они возникли после объединения компаний Hongkong & Whampoa Dock и Taikoo Dockyard & Engineering, которые перенесли свои верфи с острова Гонконг на остров Чхинъи).
Южнее Hongkong United Dockyards, также на западном побережье острова Чхинъи, находятся судоремонтные доки Yiu Lian Dockyard. Другие судоремонтные плавучие доки расположены на северо-восточном побережье острова Лантау. Правительственная верфь в округе Самсёйпоу обслуживает и ремонтирует суда Морского министерства, полиции, пожарной службы и таможни.

## Комментарии
1. ↑  К 1943 году морское сообщение гражданскими судами поддерживалось только с Гуанчжоу, Макао и Гуанчжоуванем, на остальных направлениях ходили суда военно-морского флота.
2. ↑  В этом году правительство Китая взяло курс на расширение экономических контактов с внешним миром, после чего случился быстрый рост объёмов двухсторонней торговли с Гонконгом.
3. ↑  Лоцманский сбор взимается со всех судов, чей тоннаж превышает 3 тыс. тонн, и со всех газовозов независимо от тоннажа.